# Rheinzoll

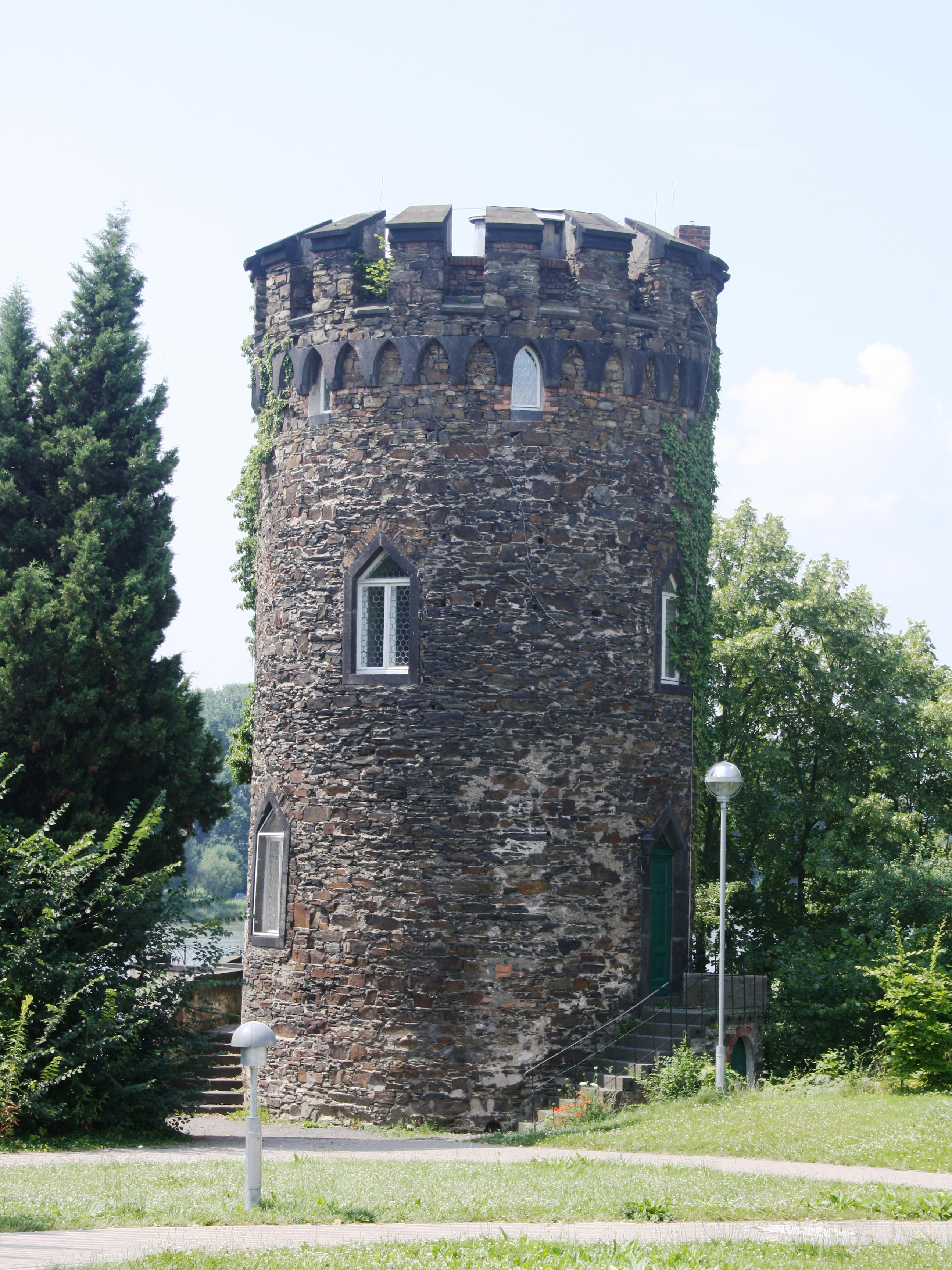
Engers: Grauer Turm, Rest der Zollfeste

Rheinzölle wurden im gesamten schiffbaren Teil des Rheines vom Frühmittelalter bis in die 1830er Jahre auf den Warenverkehr mittels Schifftransport erhoben. Abgaben für den Transport auf dem Rhein und anderen deutschen Flüssen sind bereits in der Zeit der Merowinger nachweisbar. In einem Edikt von 615 von Chlothar II. werden auch Kosten für den Transport auf Flüssen, Anlandungen, Ziehleistungen und Benutzung eines Hafens behandelt. Auch die Karolinger erließen Dekrete, in denen die Schifffahrt und die Flusszölle geregelt waren.
Einzelne Zollstätten am Rhein sind ab Mitte des 8. Jahrhunderts urkundlich nachgewiesen. Der Zoll war anfangs eine Gebühr, um den Transport per Schiff auf dem Rhein zu verbessern und damit den Warenhandel zu erleichtern. Durch Wasserstrudel sowie Sand- und Felsenbänke herrschten am Rhein stellenweise ungünstige Bedingungen für die Anlandung und das Be- und Entladen wurde stark behindert. Mit dem Geldaufkommen aus dem Zoll sollten diese Bedingungen verbessert werden. Allerdings wurde bereits von den Karolingern der Zoll als eine Handelssteuer angesehen, wovon auch der Rheinzoll betroffen war.
Spätestens ab dem Ende des 12. Jahrhunderts hatte sich der Zoll jedoch weitgehend von einer Abgabe zu einer Gebühr und einem wichtigen Finanzaufkommen für das Reich und die lokalen Herrscher am Rhein entwickelt, der den Warentransport verteuerte. Ein Rest der ursprünglichen Gebühr ist noch in einer Urkunde von 1276 zu erkennen. Nach dieser mussten die Zollherren am Binger Loch den Schiffern beim Umladen der Fracht noch Hilfe leisten.
Typische Waren, die mit dem Schiff rheinaufwärts transportiert wurden, waren Wein, Fische aus den Niederlanden (überwiegend Heringe, Schollen und Stockfisch), Spezereien (beispielsweise Gewürze), Salz und Steinkohle. Später in der Neuzeit kamen noch Kolonialwaren hinzu. Getreide und Vieh wurde rheinauf- und -abwärts nur wenig befördert, da der Transport überwiegend über Land erfolgte. Allerdings wurden auch dort vielfach Zölle erhoben. Rheinabwärts gehörten Wein, Erze, Metallwaren, Steine und Schieferplatten zu den am häufigsten beförderten Waren.

## Historische Rheinschifffahrt

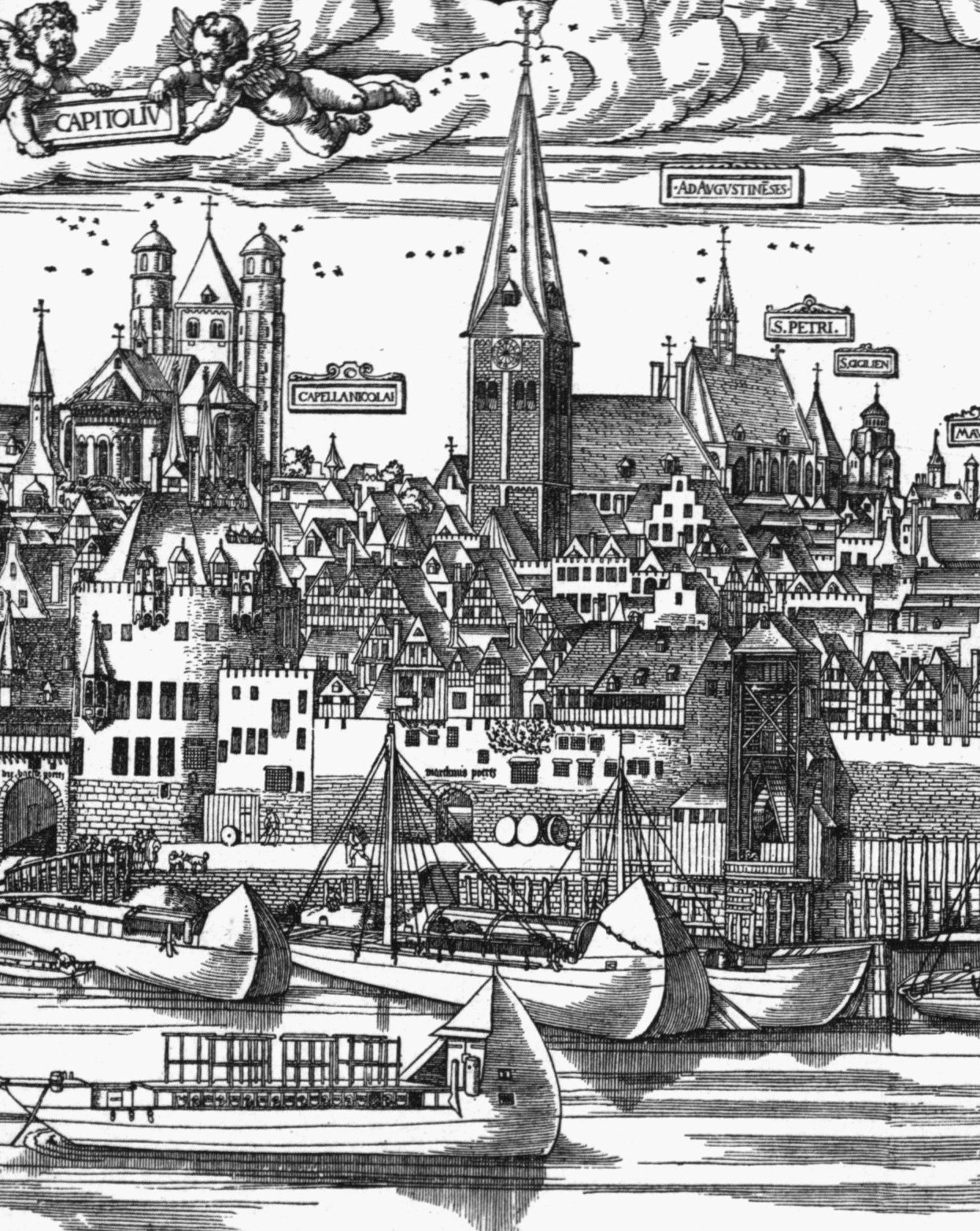
Woensam: 1531 Oberländer (Flussschiffe) vor Köln

Bereits die Römer transportierten Güter auf dem Rhein mit Schiffen und Flößen. Ab der Zeit der Karolinger liegen wieder häufiger Nachrichten für einen Schiffstransport auf dem Rhein vor. Vor Beginn einer planmäßigen Regulierung des Rheines etwa ab Mitte des 19. Jahrhunderts war keine durchgehende Fahrrinne vorhanden und zahlreiche Sandbänke und Untiefen sowie im Bereich des Mittelrheines Felsbänke behinderten und erschwerten den Schiffsverkehr. Die Schifffahrt auf dem Rhein war in zwei Abschnitte unterteilt. Der untere Bereich ab Köln bis zur Nordsee war die niederrheinische Schifffahrt und der Abschnitt ab Köln rheinaufwärts die oberrheinische Schifffahrt.
Bedingt durch die Verhältnisse auf dem Rhein konnten von der Nordsee bis Köln größere bauchige Schiffe, Küstenfahrer und kleine Seeschiffe den Fluss befahren. Rheinaufwärts ab Köln Richtung Mittel- und Oberrhein waren flache und kleinere Schiffe erforderlich. Das mögliche Ladevolumen der Schiffe lag normalerweise bei maximal 50 t und einem Verhältnis von 2 zu 1 (2 = rheinabwärts, 1 = rheinaufwärts). Lediglich die Niederländer konnten in ihren Strombereichen flachbodige Schiffe bis etwa 80 t einsetzen.
Besonders problematisch war die Schifffahrt zwischen Bacharach und Bingen am Mittelrhein. Da Felsbänke im Strom die Schiffe behinderten, musste in diesem Bereich für den Transport auf noch kleinere Schiffe umgeladen werden. Vor der Rheinregulierung ab Mitte des 19. Jahrhunderts war ab Verzweigung des Rheines zu Waal und Lek ersterer die Hauptverkehrsrichtung zur Nordsee, in den Jahren danach wurde dagegen überwiegend der Lek benutzt.
Der Transport erfolgte rheinabwärts mit Hilfe der Strömung und die größeren Schiffe wurden durch feste Senkruder gesteuert. Rheinaufwärts gegen die Strömung war im niederländischen Bereich die Verwendung von Segeln möglich, etwa ab Kleve konnte nur durch Treideln eine Fortbewegung erreicht werden. Für das Treideln hatten die Boote mit flachen Böden einen Treidelmast, an dem ein Zugseil befestigt war. Kleinere Boote konnten durch Personen, größere nur mit bis zu acht Pferden rheinaufwärts gezogen werden. Für das Treideln waren am Ufer Leinpfade vorhanden, die in der Römerzeit linksrheinisch lagen. Ab dem Mittelalter wurden auch rechtsrheinisch Leinpfade angelegt.
Die Waren wurden für den Schiffstransport in Säcke und Fässer verpackt. Während mit Wein oder anderen Flüssigkeiten gefüllte Fässer nicht gerollt werden durften (Vermeidung von Undichtigkeiten), war dies bei Fässern mit festen Waren üblich. Für die Be- und Entladung waren nur sehr selten Hafenbecken vorhanden. Wo Altrheinarme oder Flussmündungen das Anlegen der Schiffe landeinwärts ermöglichten, wurden diese Einbuchtungen im Winter zusätzlich als Sicherheitshäfen zum Schutz gegen den Eisgang auf dem Rhein benutzt. Üblicherweise fuhren die Schiffe für das Be- und Entladen mit ihrem flachen Bug auf das Ufer auf. Die Be- und Entladung erfolgte dann über aufgelegte Bretter zwischen Land und Bug des Schiffes. An Steilufern oder Kaianlagen waren mobile Schiffskräne oder feste Turmkräne erforderlich, die ab Ende des Mittelalters an den größeren Rheinhäfen vorhanden waren.

## Zollwesen während des Mittelalters
Hinweis→
Bereits die Römer erhoben im Bereich ihrer linksrheinischen Gebiete neben den Zöllen an den Grenzen auch Abgaben für den Transitverkehr und die Waren auf Märkten. Diese Zollerhebungen wurden von den Franken in der Zeit der Merowinger und Karolinger sowie dem darauf folgenden Hochmittelalter im Ostfrankenreich fortgesetzt. Im Bereich des Rheines sind nach Ende der römischen Herrschaft bis etwa 700 bisher keine Transport- und Handelszölle belegbar, vermutlich weil der Transport auf dem Rhein damals eine nur untergeordnete Bedeutung hatte. Ab dem 8. Jahrhundert liegen vermehrt Nachrichten für Transitzölle vor, die auch den Transport auf Flüssen betrafen, wenn auch namentlich weniger der Rhein, sondern Loire, Seine und Maas genannt wurden.

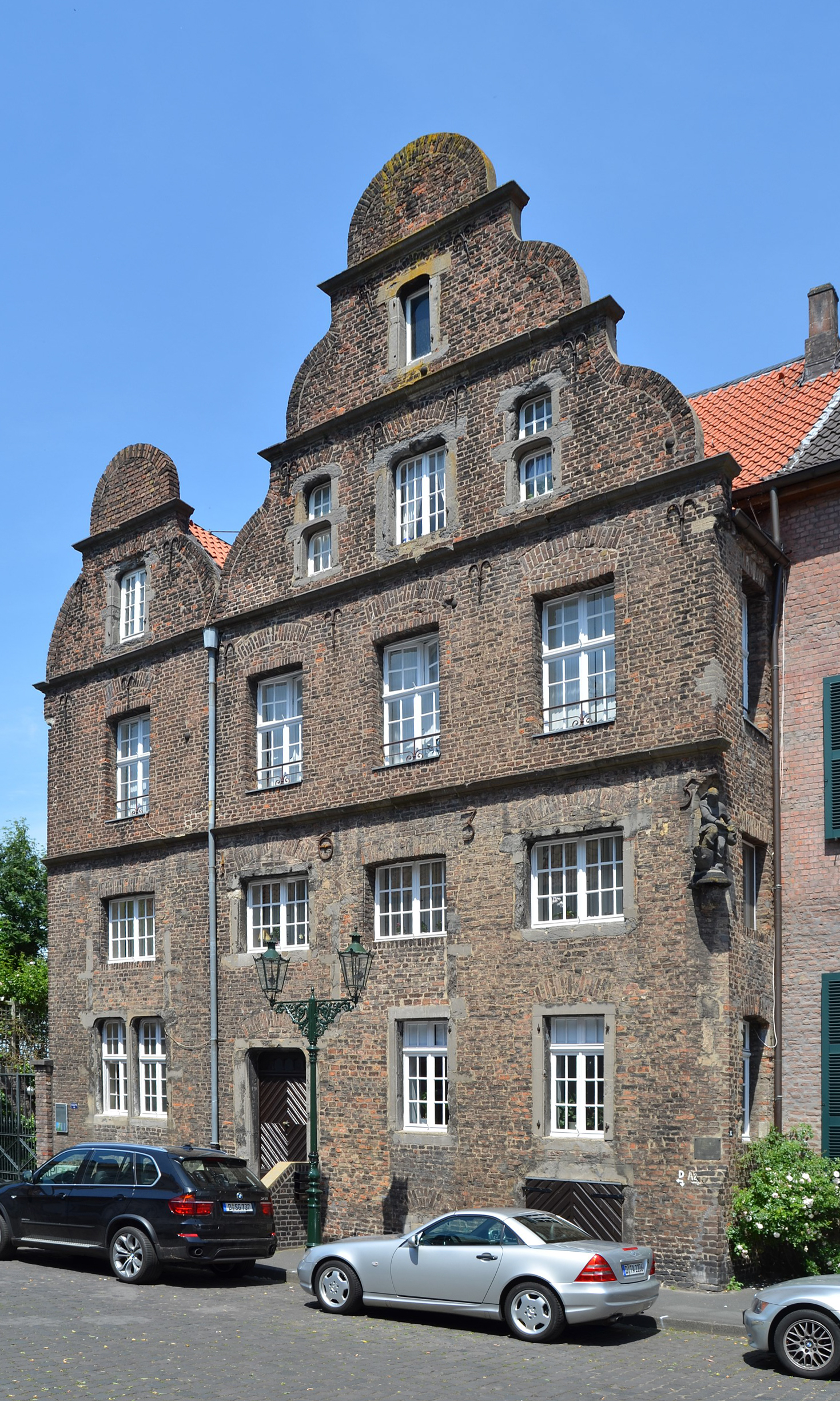
Düsseldorf, Kaiserswerth, Altes Zollhaus

Die ersten schriftlichen Nachweise für Zollstätten am Rhein stammen aus dem Frühmittelalter. Pippin den Jüngeren befreite 763 die Straßburger Kirche vom Zoll auf dem Rhein, und 775 wurde diese Zollbefreiung von Karl dem Großen bestätigt. Ausgenommen von der Befreiung war lediglich die Zollstätte in Dorestad, die im Bereich der Verzweigung von Rhein und Lek lag. Eine weitere frühe Zollbefreiung für den Schiffstransport auf dem Rhein stammt von 858. Mit einer Urkunde verlieh Ludwig der Deutsche dem älteren Kloster Lorch eine Zollbefreiung.
Hinsichtlich Rechtmäßigkeit, Legitimation von Zollerhebungsorten und Beschränkung von Zoll und Zollhöhe erfolgten nachweisbare Edikte 614 von Chlothar II. und nach 800 von Karl dem Großen und 821 durch ein Kapitular von König Ludwig dem Frommen. Dieses Kapitular enthielt weitgehende Vorgaben für alle Arten von Zöllen und führte im ersten Kapitel sowohl rechtmäßige wie auch nicht zulässige Transitzölle an. Mit den Transitzöllen waren zu dieser Zeit eindeutig auch die Rheinzölle gemeint.
Über die Höhe der Zölle und die Art der Waren, die mit Zöllen belegt wurden, liegen bis zum Hochmittelalter fast keine Daten vor. Da bis zu Beginn des Hochmittelalters weder ein einheitliches Münzwesen noch eine flächendeckende ausreichende Versorgung mit geprägten Münzen vorhanden war, erfolgte die Begleichung des Zolls sowohl durch Naturalien als auch durch Münzen. Erst ab der Regierungszeit von Kaiser Otto III. ab 983 erreichte die Prägetätigkeit von Münzen wieder einen Umfang, der für die Begleichung von Zöllen statt durch Naturalabgaben mehr und mehr die Bezahlung mit Münzen ermöglichte. Allerdings wurden während des gesamten Mittelalters weiterhin auch Naturalabgaben in geringerem Umfang erhoben. Dies betraf meist kleinere Mengen von Wein, Getreide und Fisch, die für die Versorgung der Zollstationen benötigt wurden.
Die Höhe der Zölle und die Art der Naturalien war besonders bis zum 11. Jahrhundert nicht einheitlich, sondern schwankte im Hinblick auf den Ausgangs- und Zielhafen für die Schiffsladung. Kaufleute aus dem Bereich der unteren Maas, Köln, Niederrhein und Mosel hatten voneinander abweichende Zollsätze zu zahlen. Je nach Jahreszeit konnten die Zollsätze unterschiedlich sein. Typische Naturalien waren Wein, Fische (beispielsweise Salm, Hering und Aal), Käse, Felle und Wachs. An Münzen wurde überwiegend in Denaren oder Kölner Münze bezahlt und die Naturalien in Münzwerte umgerechnet. Typisch ist beispielsweise für Wein der Vergleichswert zur Münze von einem Denar, der „denariada vini“, wobei ein Denar Wein sowohl vom Volumen als auch der Qualität abhängig war. Ab Ende des 11. Jahrhunderts hatten sich die Bewertungen für Münz- und Naturalzahlungen weitgehend angeglichen. Allerdings war die Begleichung in Münzen immer noch deutlich günstiger als die in Naturalien und die Höhe der Zölle schwankte je nach Herkunftsort der Ware und der Kaufleute.
War ursprünglich der Zoll in Abhängigkeit vom Transportmittel erhoben worden, so änderte sich diese Praxis im 12. Jahrhundert. Bisher waren nur unterschiedliche Zollsätze für den Transport mit Schiffen, Wagen, Karren, Pferden und Eseln üblich. Nun wurden warenbezogene Mengenzölle eingeführt und damit die pauschale Besteuerungspraxis abgelöst. Zur Höhe dieser Zölle gibt es verschiedene Nachweise. Beispielsweise betrug 1319 in Schmithausen der Zoll für Wein vier Denare je Fass zuzüglich pauschal drei Denare „Vorzoll“ für das Schiff, letzteres aber ungeachtet der Schiffsgröße.
Anfang des 13. Jahrhunderts wurde der „Herkunftsort“ auf „Herkunftsraum“ geändert, wodurch eine deutliche Vereinfachung der Zollberechnung erreicht wurde. Zusätzlich wurden neben der Staffelung der Schiffsgrößen auch Verzeichnisse für die Marktabgaben üblich, wodurch die Ermittlung der Zölle ebenfalls erleichtert wurde.
Eine Neuerung war zu Beginn des 14. Jahrhunderts die Berechnung des Zollsatzes für Wein nach dem sogenannten Zollfuder, einer fiktiven Maßeinheit. Das Volumen dieses Fuders schwankte von Zollstätte zu Zollstätte von zehn zu zwölf Ohm. Eine weitere Neuerung war die Umstellung der Münzen von Denaren oder Kölner Münzen zum Groschen von Tours, den sogenannten Turnosen. Die Turnose war eine Silbermünze mit einem Feingehalt von 4,22 g Silber und setzte sich als Zollmünze weitgehend durch.

## Entwicklung der Zölle

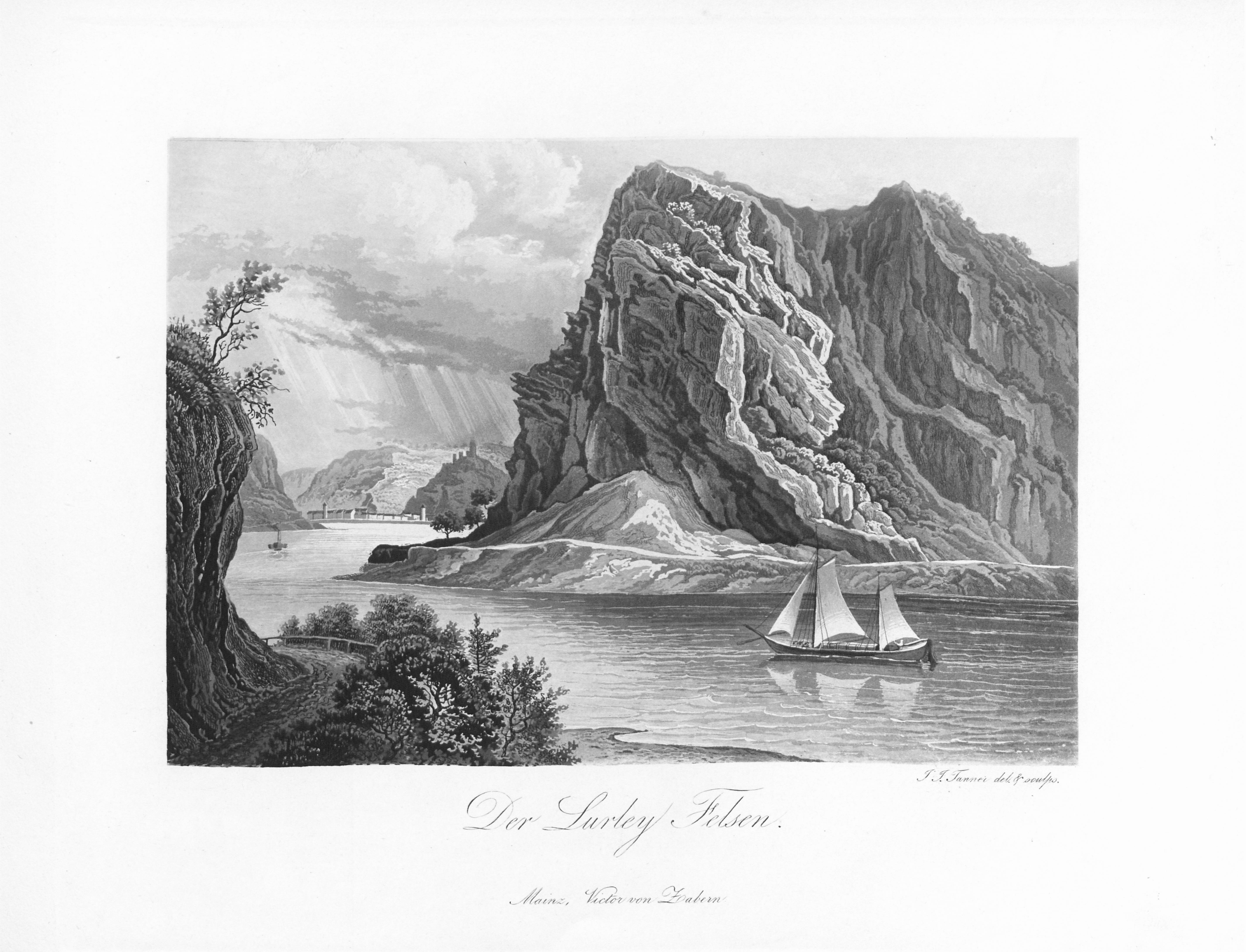
Der Lurley-Felsen, Loreley-Ansicht von Johann Jakob Tanner, 1840

Zollstätten am Rhein wurden oft an Stellen angelegt, die ungünstige Bedingungen für den Warentransport per Schiff aufwiesen. Typische Beispiele hierfür waren die frühen Zollstätten in Bingen – Binger Loch –, Kaub – Felsen im Strom –, Bacharach – starke Strudel – und St. Goar – Sandbänke im Strom.
Die Genehmigung zur Einrichtung einer Zollstätte war den Deutschen Königen und Kaisern vorbehalten, die diese entweder zuerst als Zollstätte des Reiches betrieben oder auf Zeit Vasallen oder kirchlichen Einrichtungen zu Lehen gaben. Teilweise wurde bei der Vergabe eines derartigen Reichslehens vorgegeben, dass ein bestimmter Anteil der eingenommenen Zollsumme an das Reich abzuführen war. Gelegentlich wurden Erträge aus einer Zollstätte, die bereits einem anderen Zollberechtigten gehörte, doppelt vergeben. Beispielsweise erhielt Philipp von Isenburg 1362 von Kaiser Karl IV. das Recht, Tournosen an der Zollstätte Andernach solange zu erheben, bis eine Summe von 3000 Gulden erreicht war. Da die Zollstätte aber Erzköln gehörte, musste der Isenburger die Erhebung seines Zollbetrages mit dem Erzbischof Wilhelm von Gennep abstimmen.
Aus dem Geldaufkommen des Zolls wurden häufig auch Teilbeträge als Rente oder Belohnung an verdiente Vasallen des Reiches oder die örtlichen Adelshäuser gezahlt. Vor allem im Hochmittelalter befreite der Kaiser kirchliche Einrichtungen vom Zoll. Beispielsweise bestätigte König Heinrich VII. der Abtei Altenberg 1225, dass diese an den Zollstätten Boppard und Kaiserswerth keinen Zoll zahlen brauchte.
Mit der Entwicklung der Zölle zu Finanzquellen des Reichs stieg die Zahl der Zollstätten stark an. Ende des 12. Jahrhunderts sind bereits 19, Ende des 13. Jahrhunderts 44 und Ende des 14. Jahrhunderts sogar 62 Zollstätten nachweisbar. Neben den rheinischen Erzbischöfen strebten auch die Grafen, deren Herrschaftsgebiete im Bereich des Rheines lagen, nach einer Erhebung von Rheinzöllen. Während die Erzbischöfe von Trier (1018) und Köln (1138) bereits früh das Zollrecht am Rhein hatten, erhielten die Erzbischöfe von Mainz dieses Recht erstmals 1298 unter Gerhard II. von Eppstein.
Da der Kaiser und die Könige im Hochmittelalter an Macht verloren, konnten neue Zollrechte nicht mehr beliebig vergeben werden. Nach Widerspruch der lokalen Herrscher, deren Grafschaften im Bereich des Rheines lagen, musste beispielsweise Kaiser Friedrich II. 1220 einen neuen Rheinzoll widerrufen, den er dem Grafen von Geldern bereits genehmigt hatte. Die Bestimmungen der Goldenen Bulle von 1356 betrafen hauptsächlich die Regularien für die Wahl eines neuen Königs oder Kaisers und die wahlberechtigten sieben Kurfürsten. Zusätzlich wurde den Kurfürsten bestätigt, dass diese neben dem Münzrecht, der Rechtsprechung und dem Judenregal auch das Zollregal für ihr Gebiet hätten. Obwohl der Kaiser zumindest formal die Kurfürsten überstimmen konnte und die Zölle bestätigen musste, war deren Mitspracherecht damit festgeschrieben.
Mit dem aufkommenden Landfrieden, der ab dem 13. Jahrhundert sowohl örtlich begrenzt als auch für das gesamte Reich die Rechtssicherheit ohne Gewalt und Fehden verbesserten sollte, wurde allerdings keine längerfristige Besserung der Zollsituation bezüglich Höhe des Zolls und Anzahl der Zollstätten erreicht.
1201 verbot König Philipp alle „ungebührlichen Zölle“. Kaiser Friedrich II. erließ 1235 den Mainzer Reichslandfrieden, um u. a. das Zollwesen zu modifizieren. Besonders die vom Reich nicht legitimierten Zölle sollten aufgehoben und die erhobenen Zollsätze überprüft werden. Im Falle der Nichteinhaltung wurden drastische Strafen, beispielsweise eine Aburteilung als Straßenräuber, angedroht. Für kurze Zeit konnte die Schließung der Zollstätten in Rheinberg, Andernach und St. Goar erreicht werden. Einen weiteren vergeblichen Versuch, die Anzahl der Zollstätten zu vermindern, unternahm König Richard 1269 während des Interregnums.
Da das Geldaufkommen zwangsläufig die Begehrlichkeit der lokalen Herrscher anfachte, kam es über die Jahrhunderte zu zahlreichen Fehden und Kriegen um die einzelnen Zollstätten. Bei finanziellen Engpässen wurden die Zollstätten häufig beliehen und die Zollaufkommen wechselten auf Zeit an den Pfandgeber. Bei der Auflösung und Rückzahlung des Pfandes konnte es zu ernsten Streitigkeiten und Händeln kommen. Da sich die Kaufleute über zu hohe Zölle beschwerten, kam es zwischen den Städten und den lokalen Zollberechtigten zu teilweise kriegerischen Auseinandersetzungen.

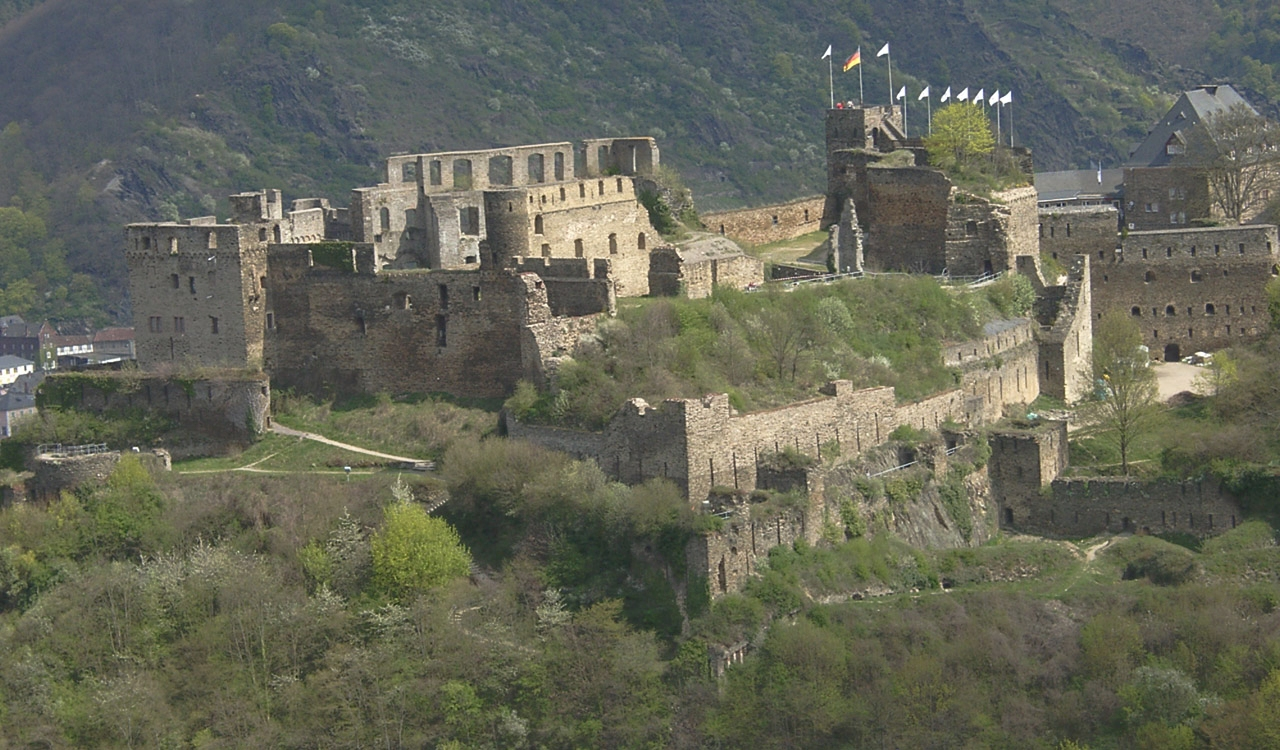
Burgruine Rheinfels

Mitte des 13. Jahrhunderts waren die Zollsätze inzwischen so hoch, dass 1254 auf Veranlassung von Mainz und Worms 59 Städte wegen der Behinderung des Handels einen Rheinischen Städtebund gründeten, um eine Abschaffung oder Reduzierung verschiedener Rheinzölle zu erreichen. Diesem Bund traten im Herbst des gleichen Jahres sowohl der Mainzer wie auch der Kölner Erzbischof bei. 1255 folgten der Erzbischof von Trier, der Pfalzgraf Ludwig II. und der Graf Dieter V. von Katzenelnbogen. Damit waren, im Gegensatz zum Niederrhein, am Mittelrhein alle wichtigen Inhaber von Rheinzöllen Mitglieder des Rheinischen Städtebundes.
Trotz des Widerstandes einiger Fürsten wurde dieser Bund von König Wilhelm von Holland bestätigt. Söldner des Bundes zerstörten viele Schlösser von Raubrittern am Rhein, die den Schiffern widerrechtlich Zölle abgepresst hatten. Auch einige legale Zollstätten wurden erobert. Beispielsweise wurde Burg Rheinfels ab 1255 durch Söldner des Rheinbundes belagert, weil der Zoll an der Zollstätte St. Goar übermäßig erhöht worden war. Die Belagerung wurde nach eineinhalb Jahren ergebnislos abgebrochen. Eine generelle und dauernde Verbesserung der Zollsituation wurde nicht erreicht.
Knapp vier Jahre nach der Gründung des Städtebundes war 1257 die Zollsituation wieder völlig unbefriedigend und der Städtebund praktisch ohne Einfluss. Auf dem Reichstag zu Worms 1268 wurde der Städtebund wieder aktiviert. Es gelang nun bis 1271, fast alle Zollstationen zwischen Straßburg und Köln für kurze Zeit zu inaktivieren.
Einen für kurze Zeit erfolgreichen Versuch, die Anzahl der Zollstationen am Rhein zu vermindern, unternahm König Albrecht I. von Habsburg. 1301 verfügte er die Schließung vieler Zollstätten am Nieder- und Mittelrhein. Lediglich die von Kaiser Friedrich II. bewilligten Rheinzölle durften weiter erhoben werden. Mit Unterstützung der Reichsstädte am Rhein und besonders auch des Grafen von Kleve erreichte Albrecht, dass die drei rheinischen Erzbischöfe die Erhebung von Zöllen weitgehend einstellen mussten. Von den acht bis 1301 aktiven Zollstätten konnte lediglich der Kölner Erzbischof, der fünf Zollstätten besessen hatte, den Rheinzoll in Neuss weiter einziehen. Die Erzbischöfe von Mainz und Trier mussten ihre drei Zollstätten schließen. Nach dem Tod des Königs 1308 gelang es den Erzbischöfen, ihre geschlossenen Zollstätten wieder zu aktivieren.
Bereits im Juni 1317 wurde unter König Ludwig IV. in Bacharach mit den Inhabern von Zolltiteln und den Reichsstädten am Mittelrhein sowie Aachen, Frankfurt, Friedberg, Gelnhausen und Wetzlar ein erneuter Landfrieden für sieben Jahre vereinbart. Im Bereich von Hördt, das südlich von Germersheim lag, bis Köln waren alle Zölle zu Land und zu Wasser aufzuheben. Ausgenommen waren nur die alten niedrigen Zölle zu St. Goar, Geisenheim und Boppard. Ansonsten sollte in diesem Gebiet für alle Verbündeten nur ein gemeinsamer Zoll zulässig sein. Dieser Zoll wurde vorgegeben mit 33 Turnosen pro Fuder Wein, achtzehn Turnos-Groschen pro hundert Malter Getreide und dreißig Turnos-Groschen pro hundert Hüte Salz. Vom Zollaufkommen erhielten König und verbündete Fürsten zwei Drittel und die Städte das restliche Drittel. Der Kölner Erzbischof erhielt, wenn er dem Bündnis beitrat, pro zweiundzwanzig Turnosen vom königlich-fürstlichen Anteil sechs Turnosen. Falls er den Beitritt zum Landfrieden verweigerte, sollte er keinen Anteil erhalten und zur Einstellung seiner Zölle gezwungen werden. Im Juli 1317 trat daraufhin auch der Kölner Erzbischof dem Bündnis bei.
Im Landfrieden von Bacharach 1317 erreichten die Städte im Elsass, dass die Markgrafen Rudolf IV.  und Friedrich II. von Baden ihre neuen Rheinzölle am Oberrhein aufhoben. Als Ausgleich durfte für den Bereich des Oberrheins je Fuder Wein oder Waren im vergleichbaren Wert nur noch ein Schilling Zoll erhoben werden.
Unter König Wenzel wurde in der zweiten Hälfte des 14. Jahrhunderts erneut der Versuch unternommen, das Zollwesen zu verbessern. 1379 widerrief er kurzzeitig alle Rheinzölle zwischen Andernach und Rees.
Mit Beginn des 14. Jahrhunderts und der schwindenden Macht der Kaiser wurden die Rheinzölle des Reiches immer mehr verpfändet und konnten wegen Geldmangel nicht mehr eingelöst werden. Nutznießer waren die Kurfürsten am Rhein, die das Pfand seinerzeit bezahlt oder von anderen Pfandgebern übernommen hatten und nun auf Dauer die Herren der betreffenden Zollstätten waren.
Die weitgehende Übernahme der Rheinzölle durch die rheinischen Kurfürsten führte nicht zu einer generellen Absenkung der Zölle. Eine Verminderung der Zölle im Bereich des Oberrheines konnte 1351 die Freie Reichsstadt Straßburg erreichen. Durch die Sperrung des Flusses mit Ketten und Baumstämmen wurde der gesamte Schiffsverkehr auf dem Rhein im Bereich der Stadt unterbunden. Dies veranlasste die Fürsten, alle inzwischen erhobenen neuen Zölle aufzuheben und lediglich die alten vom Reich genehmigten Zölle weiter einzuziehen. Eine dauerhafte Kontrolle durch den Rheinischen Städtebund wurde aber verhindert. 1381 schlossen Fürsten, Grafen und Ritter einen Bund gegen die Städte. Es folgten kriegerische Auseinandersetzungen; 1388 wurden die Söldner der Städte bei Weil und Worms geschlagen und die Einflussnahme der Städte auf den Rheinzoll war beendet.
Zu Beginn des 15. Jahrhunderts war der Rheinzoll unverändert eine starke Belastung für den Handel und die Schifffahrt auf dem Rhein. Die Zollkosten waren zeitweise so hoch, dass die Kaufleute mit Landtransporten den Rhein zu umgehen versuchten. Dies führte 1408 zu Gegenmaßnahmen. Die Kurfürsten, deren Zollstätten am Mittelrhein lagen, vereinbarten „neue Wehrzölle“ für den Landtransport. Damit versuchten sie zu verhindern, dass der Warentransport über Land erfolgte und die Zollabgaben bei Ehrenfels, Bacharach, Kaub, Boppard und Oberlahnstein umgangen wurden. Die Kurfürsten hielten nun regelmäßige Treffen ab, sogenannte Kurvereine, um einheitliche Bedingungen für den Warentransport und die Zölle zu vereinbaren. Hierdurch sollten auch Ordnung und Sicherheit für den Gütertransport auf dem Rhein verbessert werden. Dieser Kurverein trat erstmals 1354 zusammen und bestand aus den Erzbischöfen von Mainz, Trier und Köln; später gehörte auch Kurpfalz dazu.
Der Kurverein traf sich regelmäßig. Betrafen die Vereinbarungen im 15. und 16. Jahrhundert überwiegend die Absicherung der Rheinzölle, so enthielten sie im 17. und 18. Jahrhundert auch Vorgaben für den Transport, den Zustand der Leinpfade sowie Vorschriften für die Vorhaltung von Winterhäfen für die Schiffe und die für Be- und Entladung der Waren notwendigen Kräne in den Häfen.

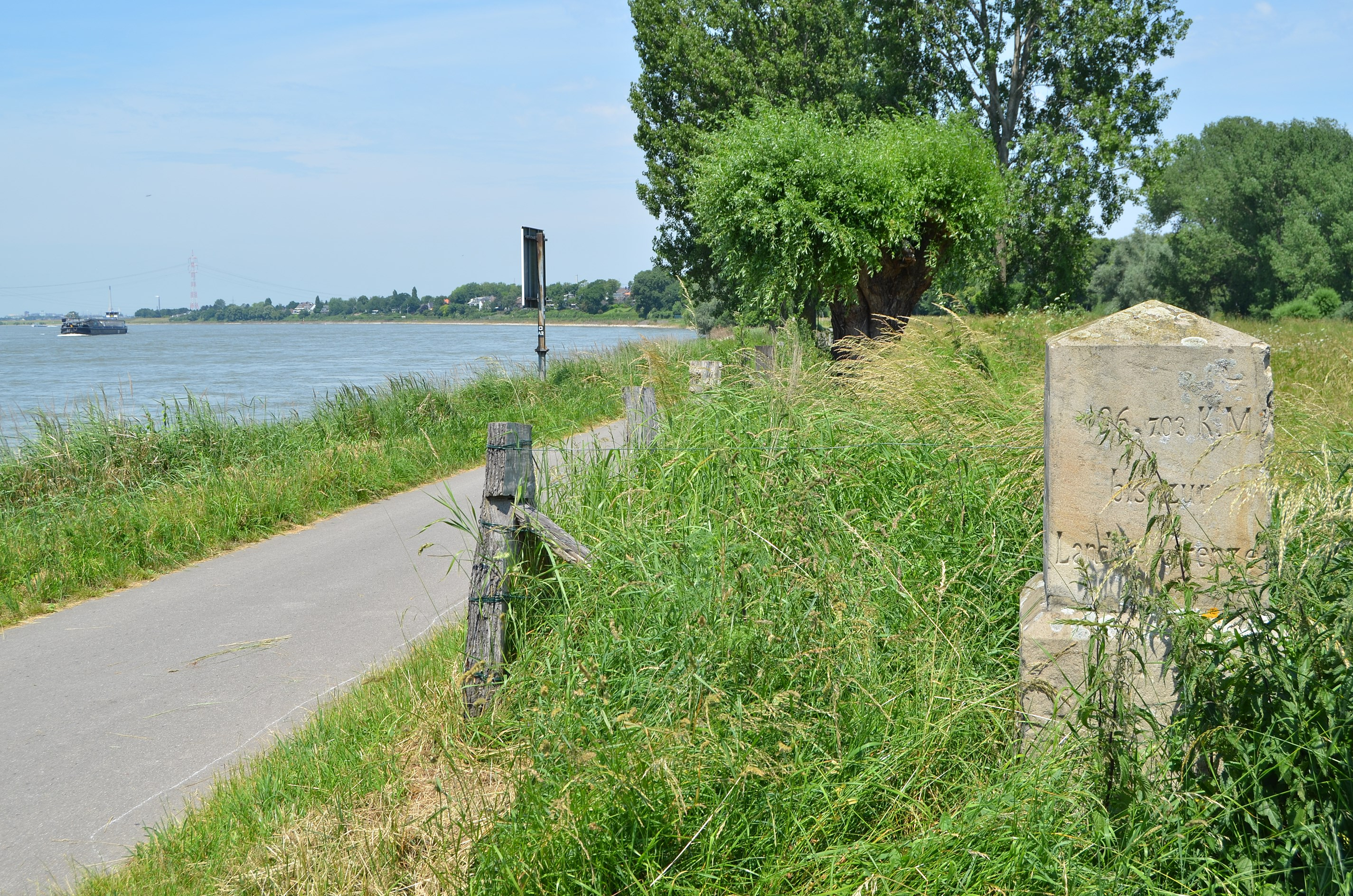
Düsseldorf-Wittlaer, ehemaliger Leinpfad mit Myriameterstein

Trotz zeitweiser Versuche, die Anzahl der Zollstätten zu verringern und die Zölle zu senken, blieb die Belastung für den Warentransport auf dem Rhein über die Jahrhunderte hoch. Mitte des 15. Jahrhunderts betrug der Anteil des Zolls zwischen Bingen und Koblenz etwa 66 % des Warenwertes.
Nachdem der Kurverein 1491 auf dem Nürnberger Reichstag einem Sonderzoll für die Stadt Köln bis Juni 1494 zugestimmt hatte, wurde versucht, den Rheinhandel zu entlasten. Die drei rheinischen Erzbischöfe mit dem Kurfürsten der Rheinpfalz wollten zukünftig keinem neuen Rheinzoll mehr zustimmen; Zollerhöhungen sollten verhindert und die bisherigen Zollsätze gesenkt werden. Eine Umgehung dieser Vorgaben durch Ausweichen auf Landtransporte war zusätzlich untersagt.
Die Rheinzölle waren nicht das einzige Handelshemmnis, da zusätzlich die Umschlags- und Stapelrechte in einigen Häfen den Transport behinderten und verteuerten. Vor allem Köln und Mainz beeinflussten bis in die 1830er Jahre den Transport auf dem Nieder- und Mittelrhein stark und behinderten die Entwicklung anderer Rheinhäfen. Besonders das Kölner Stapelrecht verhalf über die Jahrhunderte den Kölner Kaufleuten zu einer Sonderstellung beim Schiffstransport auf dem Rhein und der Stadt Köln zu bedeutenden Einkünften.
Die Anfänge des Kölner Stapelrechts sind in der zweiten Hälfte des 12. Jahrhunderts belegbar. Begünstigt wurde das Stapelrecht durch die Verhältnisse auf dem Rhein. Diese erforderten für den Schiffstransport zwischen Nordsee bzw. Niederrhein und dem Mittelrhein eine Umladung der Fracht von den größeren niederländischen Schiffstypen auf die kleineren „Oberländer“. Anfang des 13. Jahrhunderts sind Auflagen an flandrische Kaufleute belegbar, dass diese finanzielle Vorteile erhielten, wenn in Köln umgeladen und die Waren zum Kauf angeboten wurden. In einem Erlass des Erzbischofs Konrad von Hochstaden vom 7. Mai 1259 wurde das Kölner Stapelrecht und damit das Umladen in Köln der Schifffahrt vorgeschrieben.
Die bereits bei den Kaisern im Hochmittelalter übliche Zollbefreiung von geistlichen Einrichtungen wurde auch von den späteren lokalen Kurfürsten beibehalten. Neben Abteien und Klöstern, die von den Zöllen auf Wein befreit waren, betraf dies auch einzelne hochgestellte Persönlichkeiten und die Waren für die regionalen Kurfürsten und Fürstbischöfe.

## Zollstätten am Rhein
Zu Beginn des Hochmittelalters sind erste Rheinzölle sowie die Namen der damit Belehnten urkundlich nachweisbar. Zu den ältesten Zollstätten am Rhein gehört die in Koblenz, sie ist erstmals 1018 urkundlich erwähnt: Kaiser Heinrich II. schenkte dem Erzbischof von Trier einen Rheinzoll in Koblenz. Bereits vor 1085 bestand eine Zollstätte in Schmithausen am Niederrhein, sie wurde im Jahr 1085 vom „Kapitel St. Johann zu Utrecht“ an das „Marienstift in Utrecht“ übertragen. Weitere Zollstätten am Rhein lagen im 11. Jahrhundert in Angeren, Hammerstein und Boppard.
Zur Absicherung der Zollstätten errichteten die Zollnehmer feste Gebäude und Burgen in Ufernähe. Beispiele hierfür sind:
- 1210 wurde für den Rheinzoll im Bereich von Bingen die Burg Ehrenfels errichtet.
- 1243 folgte die Burg Fürstenberg in Rheindiebach, zu dieser Zeit ein Kölsches Lehen.
- 1245 wurde von Graf Diether III. von Katzenelnbogen[60] die Burg Rheinfels errichtet, um 1270 bestätige Kaiser Friedrich II. diesen Rheinzoll zu St. Goar.[61]
- Ab 1326 wurde bei der Ortschaft Kaub auf einer Rheininsel die Burg Pfalzgrafenstein erbaut, auch „Pfalz bei Kaub“ genannt, eine der auch heute noch bekanntesten Festungsbauten für den Zoll aus jener Zeit.

Das System der Zollstätten bestand bis Anfang des 19. Jahrhunderts. Mit der Eroberung der linken Rheingebiete durch Frankreich ab 1794 zu Beginn der Koalitionskriege begann dann der Niedergang des Rheinzolls.

### Zollstätten der verschiedenen Dynastien
Bedingt durch das Geldaufkommen, das mit dem Rheinzoll erzielbar war, strebten alle Bistümer und Grafschaften entlang des Rheins danach, möglichst mehrere Zollstätten zu besitzen und auf Dauer zu unterhalten. Zum Schutz ihrer Zollprivilegien verbündeten sich die Erzbischöfe von Köln, Mainz und Trier, später beteiligten sich auch die Fürsten von der Kurpfalz an diesen als Kurvereine bezeichneten Bündnissen. Ein Vorläufer dieser Kurvereine war ein Bündnis von 1339, das auf zehn Jahre zwischen den Erzbischöfen vereinbart wurde und den Schutz des Warentransportes auf den Straßen und dem Rhein zwischen Oppenheim und Rheinberg betraf. Erhöhte und neue Straßen- und Rheinzölle sollten verhindert und der Bau neuer Raubburgen unterbunden werden.
Bei den Verpfändungen der Rheinzölle und deren späterer Einlösung konnte es häufiger zu ernsten Konflikten kommen. Ein Beispiel hierfür ist die Schlacht von Kleverhamm im Jahr 1397. Auslöser dieses Krieges war eine Rente aus dem Zoll bei Kaiserswerth. Dieser Zoll war 1358 von Graf Gerhard von Jülich-Berg gekauft worden. Dessen Sohn Graf Wilhelm II. von Jülich-Berg hatte den Zoll 1368 wieder verpfändet, aber dabei eine jährliche Rente von 2400 Gulden aus dem Zollaufkommen für die Doppelgrafschaft Jülich-Berg vereinbart. Wem diese Rente zustand, war nach einigen Jahren strittig, da auch die Adelshäuser Kleve und von der Mark als Erbteil diese Rente für sich beanspruchten. Da eine friedliche Übereinkunft nicht erzielbar war, kam es 1397 zum Krieg zwischen „Jülich-Berg“ und „Kleve-Mark“, der von Letzteren gewonnen wurde.
Nachfolgend werden die wichtigsten Bistümer und Dynastien mit ihren Zollstätten am Mittel- und Niederrhein beschrieben. Zollstätten am Oberrhein werden in einem weiteren Kapitel angeführt.

#### Kurmainz

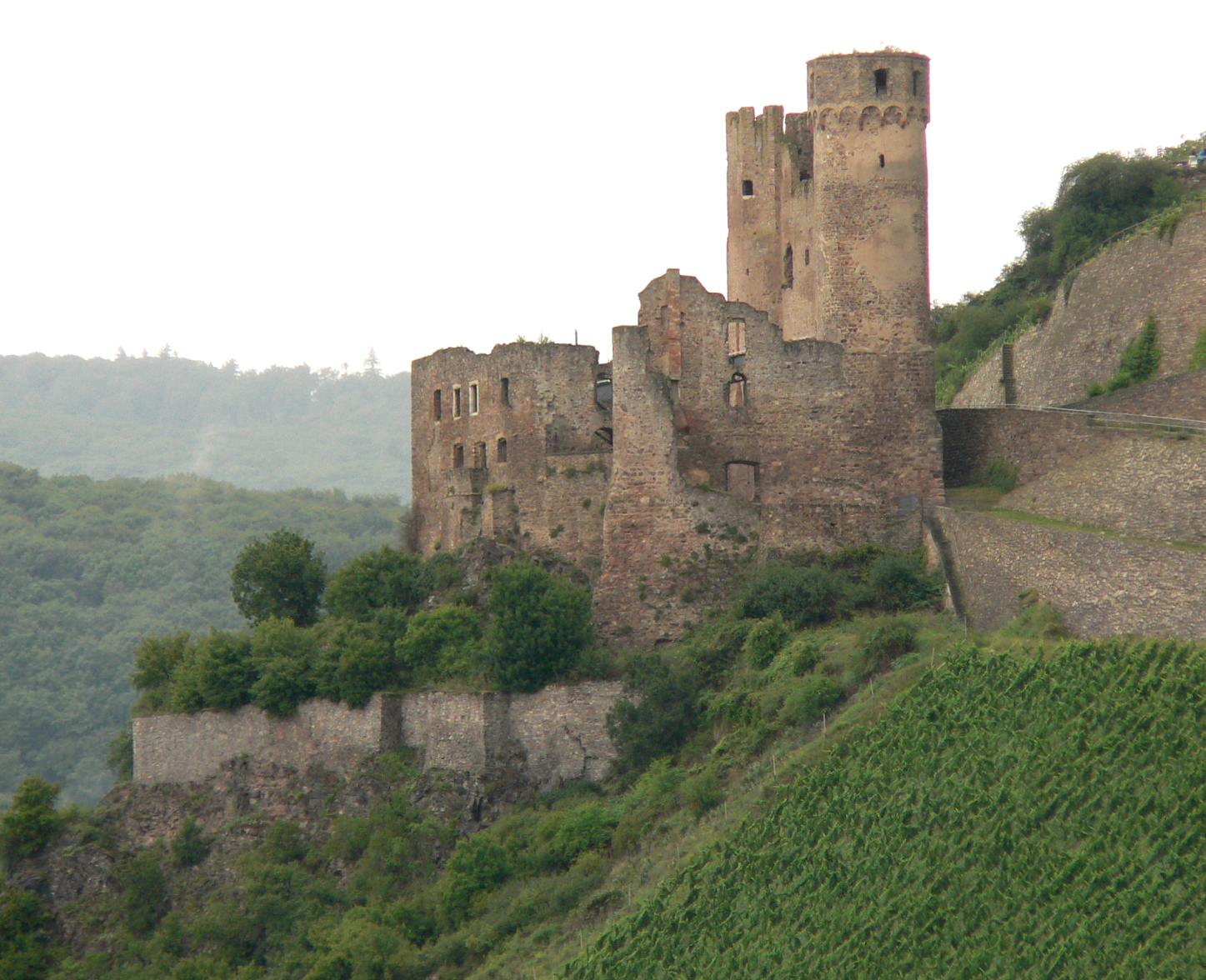
Ehrenfels

Wie die Erzbischöfe von Trier und Köln strebten auch die Mainzer Erzbischöfe bereits im Hochmittelalter nach dem Zollrecht am Rhein. Die Erhebung von Marktzöllen kann bereits vor Ende des ersten Jahrtausends urkundlich belegt werden, dies ist jedoch für einen Rheinzoll vor Ende des 13. Jahrhunderts nicht möglich. Erste Zollbefreiungen durch die Erzbischöfe, die vermutlich einen Rheinzoll betrafen, datieren um 1250, können allerdings nicht eindeutig einer vom Reich bewilligten Zollstätte zugeordnet werden. Zu dieser Zeit verstärkten die Mainzer ihre Bemühungen für den Erwerb eines Rheinzolls, Erzbischof Werner von Eppstein blieb um 1270 jedoch erfolglos. Erst seinem Nachfolger Erzbischof Gerhard II. von Eppstein gelang es 1298 kurzzeitig, auf Kosten der Grafen von Katzenelnbogen den Rheinzoll zu Boppard zu erwerben.
- Mainz: Hier ist ein Hafenzoll bereits 1155 urkundlich belegt, Erzbischof Arnold von Selenhofen reduzierte für Duisburger Kaufleute die Höhe des Zolls im Hafen von Mainz.[67] Erst ab 1325 wurde dem Erzbischof von Mainz durch König Ludwig dem Bayern urkundlich nachweisbar in Mainz die Erhebung eines Rheinzolles erlaubt. Diese Zollstätte wurde zeitweise auch nach Oppenheim verlegt.[68]
- Burg Ehrenfels: Diese Zollstätte war vermutlich zwischen 1302 und 1307 von König Albrecht I. eingerichtet worden, um aus dem Zollaufkommen seine Schulden an den Mainzer Erzbischof zu begleichen.[69] Beim Tode Albrechts 1308 war die Schuldsumme noch nicht abbezahlt. Bereits 1310 wurde die Zollstätte an die Mainzer Erzbischöfe verpfändet, die hierdurch neben der Zollstätte in Oberlahnstein einen zweiten Rheinzoll im Bereich des Mittelrheines besaßen.[70] Auch Heinrich VII. war bei seiner Krönung zum Kaiser 1312 vom Mainzer Erzbischof finanziell unterstützt worden, so dass sich die Begleichung der Schuldsumme weiter verzögerte.[71] Für die Wahl von Karl IV. 1346 hatte der Erzbischof von Mainz erneut eine weitere Pfandsumme von 5.000 Mark gewährt, die durch das Zollaufkommen zurückzuzahlen war. Hierdurch gelangte die Zollstätte faktisch auf Dauer in den Besitz der Kurmainzer.[72]
- Oberlahnstein: Die Zollstätte wurde Kurmainz 1376 von König Karl IV. genehmigt. Der Ort an der Mündung der Lahn lag in einer kleinen Kurmainzer Enklave, die als Reichslehen seit 1220 zu Mainz gehörte. Da die zur Absicherung der Enklave gebaute Burg Lahneck nicht am Rhein lag, war sie als Zollburg ungeeignet. Als Zollstätte diente deshalb die Martinsburg, die Kurmainz bereits für sein in Boppard 1298 unter Erzbischof Gerhard II. von Eppstein erworbenes Zollrecht nutzte, das 1300 nach Oberlahnstein verlegt worden war. Die Martinsburg war ab 1298 zur Absicherung der Zollstätte direkt am Rhein errichtet worden.[73]
- Niederheimbach: Das Mainzer Domkapitel erhielt 1369 die Erlaubnis von König Karl IV., einen Rheinzoll in Höhe von zweieinhalb Turnosen zu erheben. Auf Wunsch des Mainzer Erzbischofs wurde dieser Zoll jedoch zur Zollstätte Oberlahnstein verlegt und in Niederheimbach keine neue Zollstätte eröffnet.[74]

#### Kurpfalz

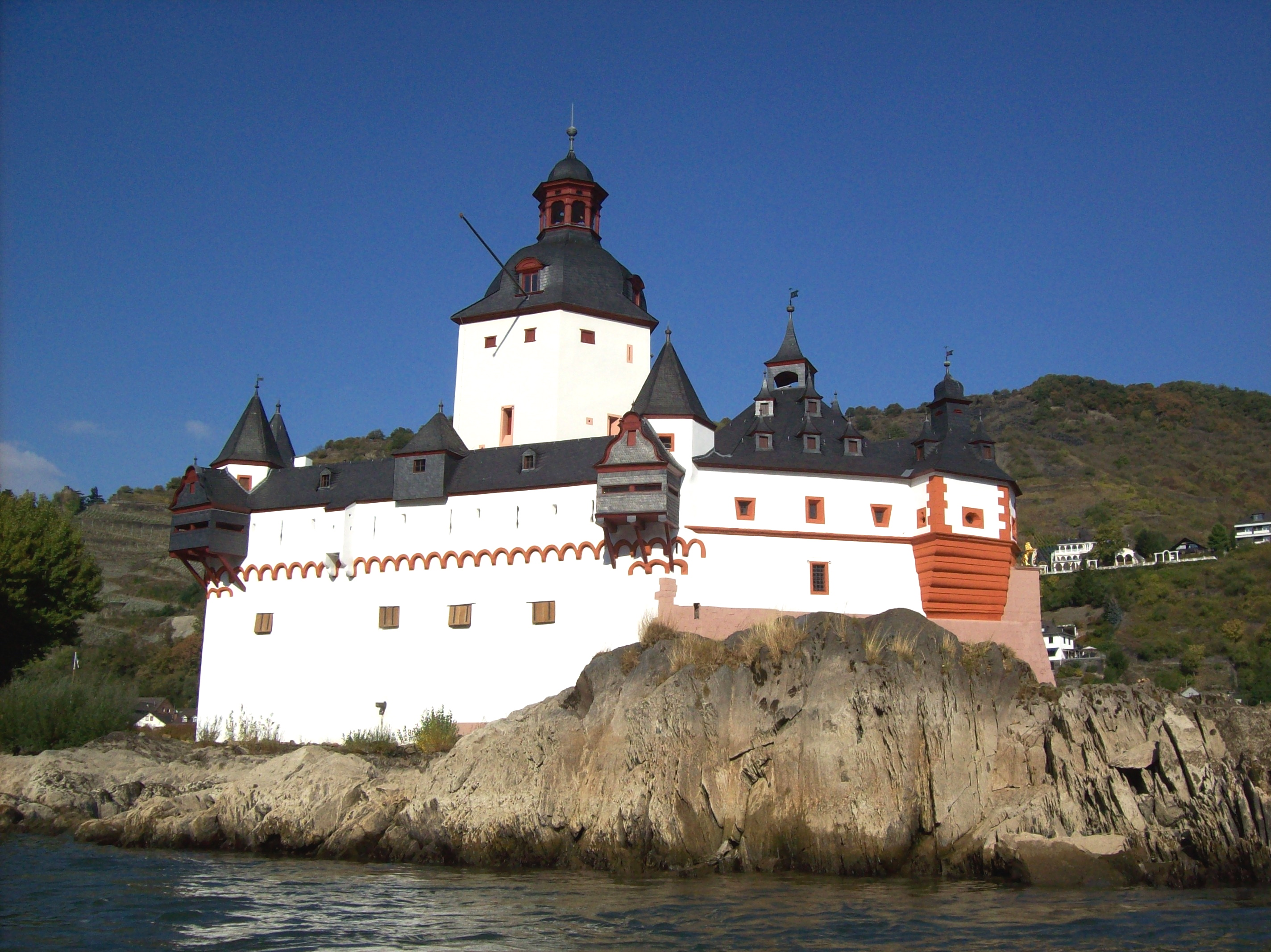
Zollburg Kaub

Erst Anfang des 13. Jahrhunderts gelang es den Wittelsbachern, die Gebiete der Kurpfalz im Bereich des Rheines mit dem Amt der Pfalzgrafen zu vereinen. Die Pfalzgrafen waren ursprünglich Amtsträger und Vertreter des Königs oder Kaisers und nicht allein mit der Rheinpfalz verbunden, es gab je einen Pfalzgrafen für jedes Herzogtum. Erst nach der Vereinigung des kurpfälzischen Gebiets erfolgte der Erwerb von Zollstätten für den Rheinzoll durch die Kurpfälzer. Wichtige Herrschaftsgebiete der Grafen und späteren Kurfürsten von der Pfalz lagen am Rhein zwischen Basel und der Mosel. Kleinere Bereiche an der Nahe gehörten dazu. Die Zollstätten waren ursprünglich vom Reich eingerichtet worden und gelangten im Hochmittelalter über andere Vorbesitzer an die Kurpfälzer. Die Zollstätten der Kurpfälzer, die über einen längeren Zeitraum betrieben wurden, lagen am Mittelrhein in Bacharach und Kaub sowie südlich von Mainz am Oberrhein in Oppenheim, Selz, Germersheim, Mannheim und Neuburg am Rhein.
- Rheindiebach gehörte seit etwa Mitte des 11. Jahrhunderts dem Kölner Erzbischof. 1243 war hier erstmals ein Rheinzoll nachweisbar.[76] Zur Absicherung des Gebietes und der Zollstätte war ab 1219 die Burg Fürstenberg errichtet worden. Für die Absicherung des Rheinzolles wurde ein zusätzlicher Wartturm zwischen Rhein und Burg errichtet. Die Burg mit dem zugehörigen Gebiet einschließlich des Rheinzolls wurde als Lehen des Erzbischofs 1243 an die Kurpfalz vergeben[77] und endgültig 1410 durch Kauf erworben.[78]
- Kaub: Die Zollstätte wurde 1277 von Pfalzgraf Ludwig II. durch den Kauf der Ortschaft Kaub mit der Burg Gutenfels von den Herren von Falkenstein erworben.[79] Der Rheinzoll der Falkensteiner ist erstmals 1257 urkundlich nachweisbar. Philipp I. von Falkenstein ordnete zu diesem Zeitpunkt an, dass die Burgmannen von Kaub das Kloster Eberbach vom Zoll zu befreien hatten. Vermutlich war die Zollstätte 1277 nicht mehr aktiv, da in den Kaufverträgen ein Rheinzoll nicht angeführt wurde. Zu Beginn des 14. Jahrhunderts war die Zollstätte aber wieder in Betrieb. In einer Urkunde von Ende 1310 wurde an Graf Gerlach von Nassau sowohl der Rheinzoll wie auch Burg und Stadt Kaub für ein Jahr verpfändet. Abgesehen von einer kurzen Unterbrechung zwischen 1317 und 1320, dies war die Zeit des Bacharacher Landfriedens, wurde die Zollstätte auf Dauer von den Rheinpfälzern betrieben.[80] Bereits 1327 war zur Absicherung des Zolls ein befestigter Turm auf einer Rheininsel vor Kaub errichtet worden. Dieser Turm wurde danach zur heutigen Zollfeste Pfalzgrafenstein ausgebaut.
- Bacharach: Das Gebiet um und mit Bacharach war ursprünglich ein Reichslehen der Erzbischöfe von Köln. Diese bauten zur Absicherung ihres Besitzes im 11. Jahrhundert die Burg Stahleck oberhalb von Bacharach. Als Vögte für den kirchlichen Bereich der Kölner Erzbischöfe am Mittelrhein konnten die Pfalzgrafen immer stärker die weltliche Macht in den Gebieten von Erzköln übernehmen. Erster Pfalzgraf aus dem Hause der Wittelsbacher war ab 1214 Ludwig I. Unter diesem ist der Reichszoll in Bacharach erstmals urkundlich nachweisbar. Ludwig I. befreite 1225 oder 1226 die Schiffe des Klosters Eberbach von der Zollabgabe.[81] Das Lehen für die Zollstätte wechselte danach im 13. Jahrhundert mehrfach den Inhaber und die Zollerhebung wurde um 1234 und 1269 kurzzeitig unterbrochen.[82]

Zu Beginn des 14. Jahrhunderts kam es zu mehreren Verpfändungen. Pfandgeber waren zum Beispiel 1317 ein reicher Jude und 1322 der Erzbischof Balduin von Trier. Dieser verpfändete die Zollstätte für 50.000 Heller an Johann von Böhmen. Mit Erlaubnis des Kaisers löste Pfalzgraf Ruprecht I. dieses Pfand ein und die Zollstätte gehörte nun auf Dauer den Kurpfälzern, die inzwischen auch Stadt und Gebiet Bacharach von Kurköln übernommen hatten. Die Pfalzgrafen legten in Bacharach einen wichtigen Handels- und Stapelplatz für Wein an.

#### Kurtrier
Die Erzbischöfe von Trier gehören zu den ältesten Inhabern von Zolltiteln in Deutschland und verfügten bereits im 8. Jahrhundert über urkundlich nachweisbare Zollrechte, die in der Bischofsstadt Trier und dem zugehörigen Immunitätsgebiet erhoben wurden. Dies betraf weitgehend Marktzölle, zu denen bisher keine konkreten Einzelheiten bekannt sind. 947 erhielt Erzbischof Ruotbert von Trier dann ein königliches Zollprivileg für den Handel im Bereich von Mosel und Rhein.
Obwohl der Mittelrhein im östlichen Grenzbereich von Kurtrier lag, gelang es den Erzbischöfen von Trier, auch am Mittelrhein im Bereich von Koblenz und am unteren Flussgebiet der Lahn ab Limburg ihren weltlichen Herrscheranspruch durchzusetzen.
- Koblenz war eine alte Zollstätte, in der bereits zur Zeit der Ottonen Zölle erhoben wurden, die den Transitverkehr auf Mosel und Rhein betrafen.[84] Erstmals kann 1018 für Koblenz ein Rheinzoll urkundlich belegt werden, den Kaiser Heinrich II. dem Erzbischof Poppo von Trier schenkte.[55] Kaiser Heinrich IV. befreite das Trierer Simeonstift vom Koblenzer Rheinzoll,[4] ab 1042 übertrug der Erzbischof den Rheinzoll in Koblenz an das Simeonstift in Trier.[55] 1182 kam es über die Einnahmen aus diesem Zoll zu einem Streit zwischen Stift und der Stadt Koblenz, die einen Anteil einforderte. Durch Vermittlung von Erzbischof Arnold wurde dieser Streit mit einer Einmalzahlung von 60 Mark an die Stadt beendet.[85]

Das Zollrecht wurde dem Simeonstift 1195 durch Kaiser Heinrich VI. erneut bestätigt. 1309 übernahm der Trierer Erzbischof diese für das Erzbistum wichtigste Zollstätte am Rhein auf Dauer, da ihm König Heinrich VII. unwiderruflich den Rheinzoll verlieh. Fürstbischof Balduin von Trier verlegte 1328 den Koblenzer Rheinzoll in das Kurtrierer Amt Stolzenfels, in dem die Rheinburg Stolzenfels den Zollschutz übernahm. Unter Erzbischof Werner von Falkenstein wurde ab 1412 der Rheinzoll vorübergehend für einige Jahre nach Engers verlegt und zur Absicherung des Zolls die Burg Kunostein benutzt, die nach der Eroberung von Engers 1371 von Kurtrier errichtet worden war. Die Koblenzer Zollstätte hatte bis zum Ende des Erzbistums Bestand.

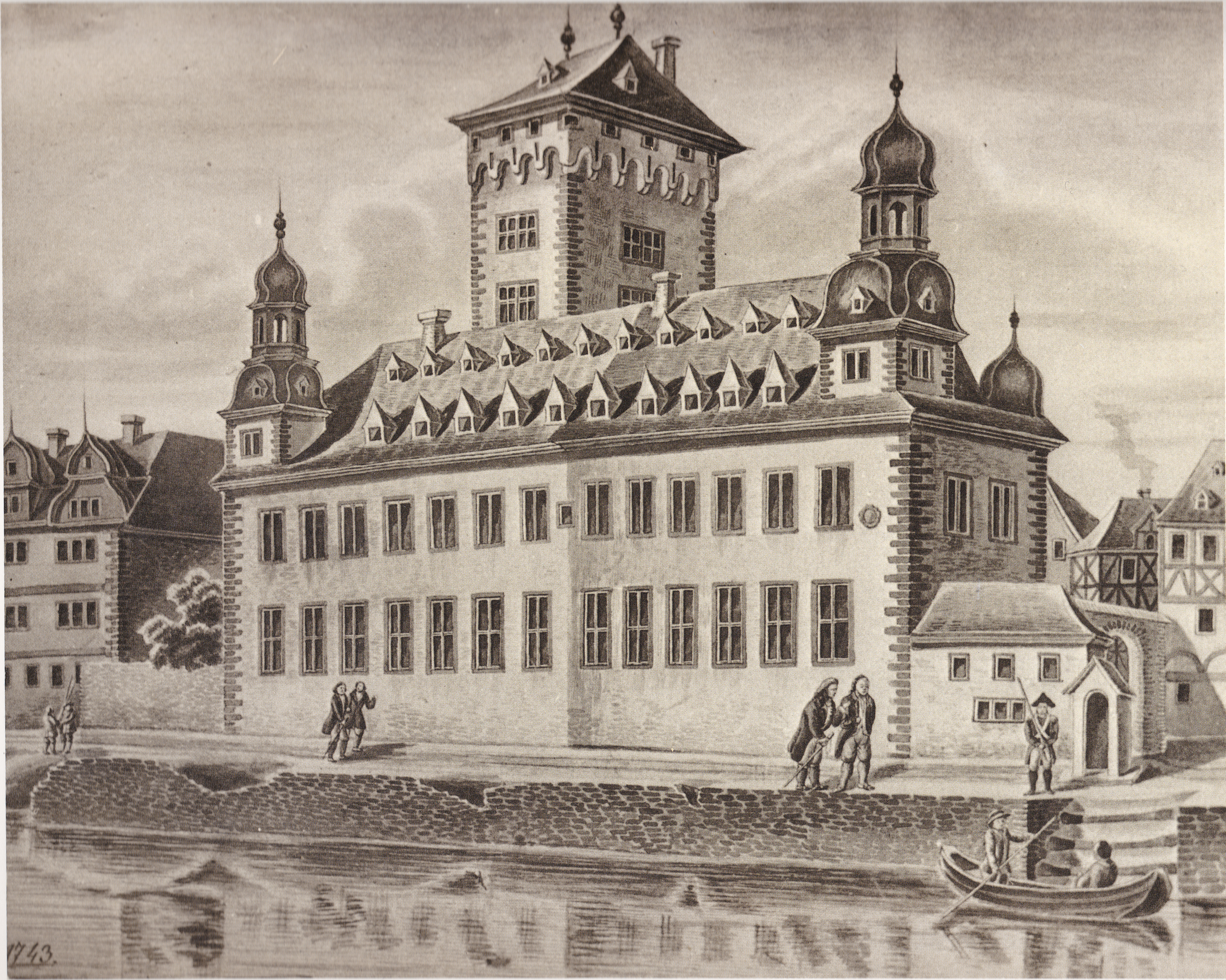
Boppard: Kurfürstliche Burg im Zustand vor 1811

- Boppard war ursprünglich eine alte Zollstätte des Reiches am Mittelrhein, die im Bereich eines problematischen Stromabschnittes lag, da Kiesbänke im Strom die Schifffahrt erschwerten. Bis Anfang des 14. Jahrhunderts wurde hier ein Reichszoll erhoben. Der erste urkundliche Nachweis dieser Zollstätte belegt, dass der spätere Kaiser Heinrich IV. die Bürger in Worms 1074 neben weiteren Zöllen auch vom Rheinzoll in Boppard befreite.[89] Auch das Kloster Otterberg war vom hiesigen Rheinzoll befreit.[90] 1190 erhielten die Wormser Kanoniker eine Jahresrente von 16 Wormser Pfund aus dem Rheinzoll von Boppard.[91] 1282 wurde für 12.000 Kölner Dinare vom Reich die Zollstätte in Boppard an Graf Eberhard I. von Katzenelnbogen verpfändet, der über diesen Rheinzoll bis mindestens Ende 1297 verfügte. Ab Anfang 1298 gelangte der Mainzer Erzbischof Gerhard II. von Eppstein kurzfristig an die Bopparder Zollstätte, da er den Katzenelnbogener bei der Wahl des neuen Königs Albrecht I. von Habsburg durch seine Position als Kurfürst das Reichspfand entwenden konnte. Dieser neu erworbene Rheinzoll wurde vom Mainzer Erzbischof bereits 1300 nach Oberlahnstein verlegt.[92]

1309 und 1312 verpfändete König Heinrich VII. Stadt und Rheinzoll an seinen Bruder, Erzbischof Balduin von Trier. Die bisherige Freie Reichsstadt Boppard war mit der neuen Abhängigkeit vom Bistum Trier nicht einverstanden und verweigerte ihr Einverständnis. Söldner des Bistums Trier belagerten deshalb 1327 die Stadt und eroberten sie. Anschließend wurde die Stadt befestigt und der Bergfried zur Zollfestung ausgebaut. 1496 konnte Boppard mit Hilfe des Königs Maximilian I. die Hoheit von Trier erneut aufheben, aber bereits 1497 wurde die Stadt von den Trierern zurückerobert und verblieb unter deren Oberhoheit. Die Zollstätte in Boppard bestand bis zum Ende des Kurfürstentums.
- Wesel, später Oberwesel genannt, war wie Boppard eine Freie Reichsstadt. Sie besaß einen alten Reichszoll, der in zwei Urkunden von 1253, in der König Wilhelm von Holland dem Deutschen Orden Privilegien für diese Zollstätte ausstellte, angeführt wurde.[93] Die Zollstätte gelangte 1309 durch Verpfändung von Heinrich VII. an seinen Bruder Balduin und damit an Kurtrier. Auch die Weseler wehrten sich gegen den neuen Landesherrn und versuchten, sich im „Weseler Krieg“ 1390/91 von der Oberhoheit des Erzbistums zu lösen. Sie wurden jedoch von den Trierern erobert und verblieben bei Kurtrier. Zur Weseler Zollstätte unter Trierer Oberhoheit gibt es wenig Informationen, vermutlich war sie wegen der Nähe zu Boppard nur von untergeordneter Bedeutung, eine Erhebung des Rheinzolls in Wesel ist nach 1269 nicht mehr belegbar.[94]

- Leutesdorf gegenüber von Andernach lag in einem Gebiet, das ab Beginn des 15. Jahrhunderts zum Erzbistum Mainz gehörte. Dieser Rheinzoll wurde von König Heinrich VII. Anfang 1309 erstmals an die Aachener Familie Bartholomäus zur Schuldentilgung vergeben, da der König von diesen Lombarden ein Darlehen erhalten hatte. Es folgte 1310 die Übertragung an die Abtei Fulda für eine Zollerhebung über 5000 Pfund Heller. Weitere Geldanweisungen des Königs sind für 1311 und 1313 nachweisbar. Um 1314 erreichte der Kölner Erzbischof Heinrich II. von Virneburg eine Beendigung der Zollerhebung in Leutesdorf, da er den Zolltitel nach Andernach verlegen durfte.[95] Unter Erzbischof Peter von Aspelt hatte um 1309 Erzmainz bereits vergeblich versucht, die Zollstätte in Leutesdorf zu erhalten, dies wurde durch die stärkere Position der Kölner Erzbischöfe verhindert. Nach 1314 sind für längere Zeit keine Zollerhebungen in Leutesdorf mehr nachweisbar. Ab dem Dreißigjährigen Krieg gehörte die wieder aktive rechtsrheinische Zollstätte zu Kurmainz. Bis zur Auflösung des Erzbistums Trier nach 1794 durch die Franzosen wurde die Zollstätte gleichzeitig mit denen in Koblenz und Boppard betrieben.[96]

#### Kurköln
Dem Erzbistum Köln waren bereits vor dem Hochmittelalter einige Rheinzölle von den jeweiligen Deutschen Kaisern zu Lehen übertragen worden. Eine frühe Zollbefreiung für die Abtei Brauweiler auf dem Rhein und auf der Mosel erteilte König Heinrich III. mit einer Urkunde von 1051. Diese Zollbefreiung dürfte auch einen Rheinzoll betroffen haben, den das Erzbistum Köln zu dieser Zeit erhob. Der erste belegbare Rheinzoll für das Erzbistum war der von Esserden bei Rees. König Heinrich IV. hatte diesen Zoll 1062 vom Billunger Herzog Ordulf auf Erzbischof Anno II. übertragen. Allerdings sind fast keine Daten für eine Erhebung an dieser Zollstätte bekannt. Bereits um 1075 war dieser Zoll nachweislich nach Schmithausen verlegt worden und gehörte nun dem Bistum Utrecht.
Einige frühe Zollstätten wie die bei Rheindiebach, die nach 1243 an die Kurpfalz fiel, wechselten bereits früh den Betreiber. Vom Rheinzoll an anderen Zollstätten des Reiches wurde das Erzbistum Köln zu dieser Zeit häufiger freigestellt. Beispielsweise befreite Kaiser Otto IV. Erzbischof Adolf I. von Köln am 12. Juli 1198 vom neuen Rheinzoll in Kaiserswerth. Andere Rheinzölle wurden zeitweise widerrufen. So wurden 1301 alle Rheinzölle von Bacharach bis Rheinberg und Schmithausen von König Albrecht I. aufgehoben. Von dieser Schließung waren bis auf Neuss alle Zollstätten von Erzköln betroffen. Dieses Verbot wurde vom nachfolgenden König Heinrich VII. bereits 1310 wieder zurückgenommen, indem er bestätigte, dass der Verzicht von Erzbischof Wigbold von Holte auf die Kölner Zollstätten Andernach, Bonn und Rheinberg erzwungen worden war. Zusätzlich erhielt Kurköln eine Entschädigung von 40.000 Mark.
Als Kaiser Heinrich VII. 1313 starb, kam es um seine Nachfolge zwischen den Häusern Habsburg und Wittelsbach zu Streitigkeiten. Erstere hatten Friedrich III. und letztere Ludwig den Bayern 1314 gleichzeitig zum König wählen lassen. In Folge wurde auch über die Frage der Aufhebung oder Verminderung der Rheinzölle gestritten. Anfang 1317 wurde von Friedrich III. mit dem Bischof von Straßburg bis Ende des Jahres eine Aussetzung der Rheinzölle am Oberrhein erreicht.
Am 22. Juni 1317 wurde unter Federführung von Ludwig dem Bayern mit mehr als zehn Städten in Bacharach für die Dauer von sieben Jahren ein Landfrieden geschlossen, der die Aufhebung und Verminderung der Rheinzölle am Nieder- und Mittelrhein ermöglichen sollte. Es folgte 1318 die Forderung von König Friedrich III., die Zollstätten zu Koblenz, Remagen und Köln aufzuheben und die anderen, bereits früher verliehenen, wieder zu aktivieren. Ab Mitte des 14. Jahrhunderts waren die Zollstätten in Rheinberg, Neuss, Bonn und Andernach kaum noch strittig. König Wenzel bestätigte sie dem Erzbischof Friedrich III. von Saarwerden bei seiner Königswahl 1376.
Bei Verpfändungen von Zollstätten der Kölner Erzbischöfe übernahm das Kölner Domkapitel manchmal die Bürgschaft. Über diese Bürgschaften konnte das Domkapitel am Zollaufkommen der Zollstätte beteiligt werden. Erzbischof Dietrich II. von Moers musste für die Soester Fehde hohe finanzielle Mittel aufbringen und verschuldete das Erzbistum stark. Zur Absicherung dieser Schulden hatte das Kölner Domkapitel die Bürgschaft gestellt. Um durch diese Bürgschaft nicht selbst in finanzielle Schwierigkeiten zu kommen, hatte das Domkapitel mit dem möglichen Nachfolger, dem späteren Erzbischof Ruprecht, vereinbart, dass dieser für die Unterstützung seiner Wahl sofort nach seiner Amtseinführung finanzielle Entlastungen bewilligen sollte. Nach seiner Wahl 1463 bestätigte Ruprecht die ausstehenden 25.000 Gulden Schulden, für die das Erzbistum die Zollstätte Kaiserswerth verpfändet hatte, und stellte das Domkapitel davon frei. Zusätzlich beteiligte der Erzbischof das Domkapitel auf Zeit an den Zollaufkommen in Zons und Kaiserswerth.
Die wichtigsten Zollstätten, die auf längere Zeit von den Kölner Erzbischöfen kontrolliert wurden, lagen in Rheinberg/Uerdingen, Kaiserswerth, Neuss/Zons, Bonn und Andernach. Daneben hatte Kurköln einige weitere Zollstätten in Esserden, Rees, Xanten, Köln, Linz und Remagen von geringerer Bedeutung, die teilweise nur kurzzeitig den Kölner Erzbischöfen gehörten. Am Geldaufkommen der Zollstätten wurden neben dem Erzbistum auch andere beteiligt, wie Ende des 18. Jahrhunderts das Domkapitel in Köln mit einem Anteil am Zollaufkommen in Uerdingen. Nachfolgend die wichtigen Zollstätten des Erzbistums:

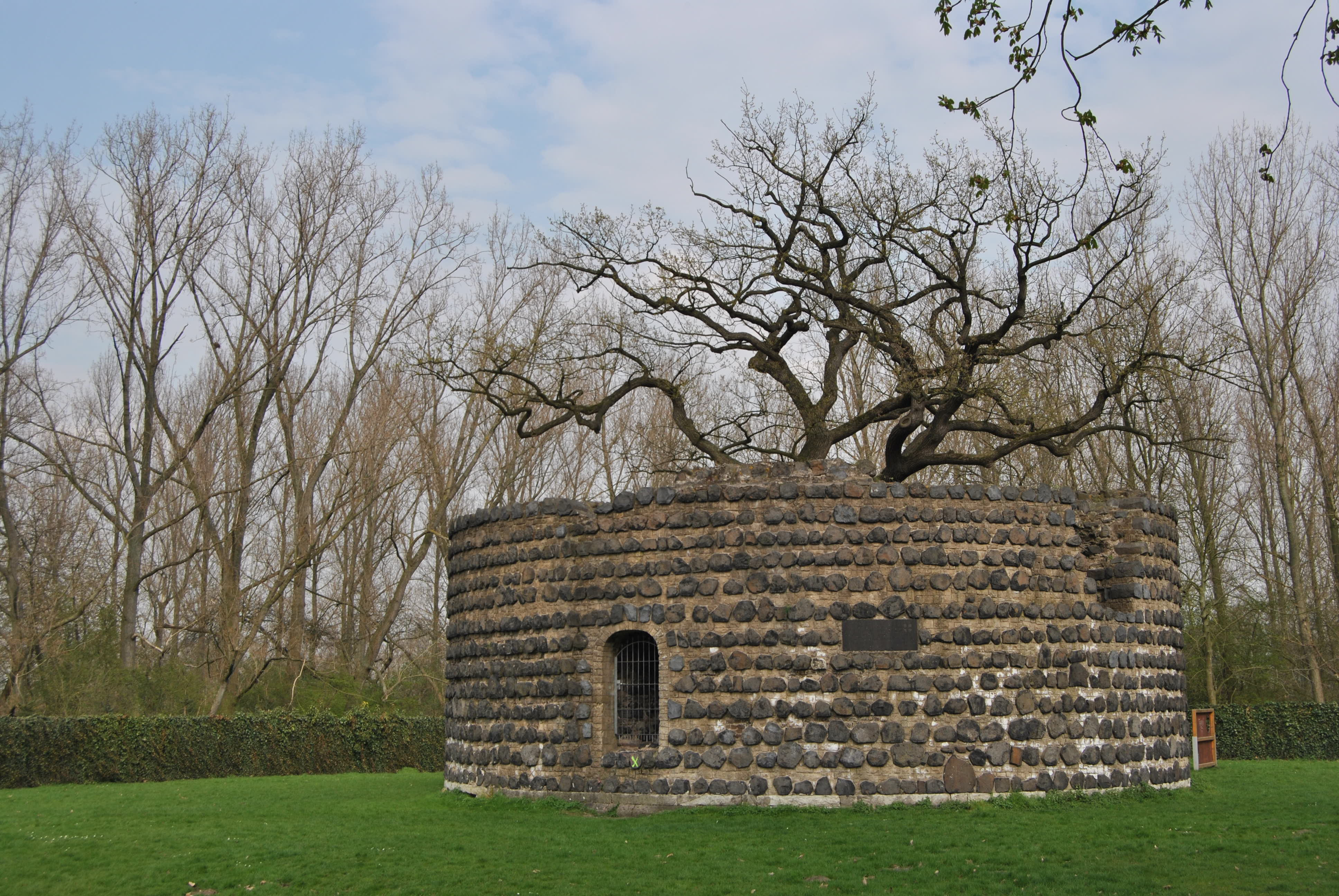
Rheinberg, unterer Restbereich des Zolltums

- Rheinberg (auch Berka, Berken oder Rheinberk genannt) war seit dem Mittelalter eine wichtige Zollstätte der Erzbischöfe. Wann die erste Zollgenehmigung erteilt wurde, ist unklar. Erstmals belegbar ist der Rheinzoll 1235 unter Erzbischof Heinrich von Müllenark, der anwies, das Kloster Kamp von Land- und Rheinzoll (in terra vel reno) in Berka frei zu stellen.[111] Der nächste Beleg stammt von 1279 unter Erzbischof Siegfried von Westerburg. Der Rheinzoll wurde 1293 wieder aufgehoben.[112]

Bereits ab Ende des 13. Jahrhunderts ließ der Erzbischof die Stadt befestigen und errichtete von 1292 bis 1298 eine Befestigungsanlage, deren Turm als Zollturm diente und der bis zur Verlegung des Rheinbetts Ende des 17. Jahrhunderts direkt am Rhein lag. 1314 bestätigte König Friedrich III. Erzbischof Heinrich II. von Virneburg die Zollstätten zu Andernach, Bonn und Neuss und fasste marktbezogene Schiffszölle in Rees, Xanten und Rheinberg zu einem Transitzoll in Rheinberg zusammen. Der Rheinzoll dieser Zollstätten von Erzköln war nun für längere Zeit nicht mehr strittig.
Die Zollerhebung in Rheinberg wurde für die Erzbischöfe durch kurzzeitige Verpfändungen und vor allem durch kriegerische Besetzungen und Zerstörungen des Ortes häufiger unterbrochen. Zu Beginn der 1370er Jahre war Schloss, Land und Rheinzoll von Rheinberg an die Grafschaft Kleve verpfändet. Dieses Pfand wurde 1373 von Erzköln wieder eingelöst und Graf Adolf I. von Kleve quittierte die Rückzahlung der Pfandsumme über 55.000 Goldschilde. Darlehen vom Kölner Domkapitel an die Erzbischöfe wurden auch durch die Verpfändung auf Rheinzölle zurückgezahlt. Beispielsweise übertrug Erzbischof Gebhard von Mansfeld 1558 für die Rückzahlung von 71.000 Gulden, die seine Vorgänger Adolf III. und Anton aufgenommen hatten, den Rheinzoll zu Rheinberg an das Domkapitel.
Kriegerische Unterbrechungen der Zollerhebung erfolgten besonders in der Zeit der Religionswirren und des Freiheitskampfes der Niederländer ab etwa Mitte des 16. Jahrhunderts. Selbst nach Ende des Dreißigjährigen Krieges 1648 war Rheinberg häufig durch deutsche, spanische und französische Truppen besetzt. Nach Ende dieser kriegerischen Phase verlagerte bis Ende des 17. Jahrhunderts der Rhein seinen Lauf um etwa 2 km nach Nordosten und Rheinberg lag nun deutlich westlich des Rheines. Die Folge war, dass die Kölner Zollstätte in Rheinberg 1692 geschlossen und nach Uerdingen verlegt wurde.
- Uerdingen: Die Zollstätte bestand bis zur Auflösung des Erzbistums Köln nach der Besetzung des linksrheinischen Gebietes durch die Franzosen 1794, von denen sie übernommen wurde. Kurzzeitig wurden im 13. Jahrhundert sowohl Uerdingen als auch Worringen als Zollstätten für einen Rheinzoll angeführt. Im Rahmen eines Landfriedens zwischen dem Kölner Erzbischof Siegfried von Westerburg, dem Herzog von Brabant und den Grafen von Kleve und Geldern für die Gebiete am Niederrhein und der Maas bis Dender wurde 1279 für den Niederrhein die Aufhebung der Zollstätten in Worringen, Uerdingen und Rheinberg vereinbart. Nach der Niederlage des Erzbischofs von Köln 1288 in Worringen konnten die Erzkölner ab 1314 lediglich den Rheinzoll in Rheinberg wieder aktivieren. Worringen war danach nicht mehr als Zollstätte nachweisbar, während Uerdingen später Rheinberg ablöste.[117]
- Kaiserswerth, rechtsrheinisch gelegen, war ursprünglich eine Zollstätte des Reiches, die im Hochmittelalter ab 1424 erst nach mehreren Verpfändungen für längere Zeit dem Erzbischof von Köln gehörte.
- Neuss: Bereits 877 war eine Zollbefreiung für eine Zollstätte in Neuss von König Ludwig dem Jüngeren erteilt worden, die jedoch vermutlich einen Marktzoll betraf. Ein erster eindeutiger Nachweis für einen Rheinzoll stammt von 1138. Zu diesem Zeitpunkt erteilte Erzbischof Arnold I. dem Marienstift Bedburg eine Befreiung von der Zollabgabe in Neuss.[118] Es folgten weitere nachweisbare Zollbefreiungen durch Erzköln in Neuss für Klöster in Kaiserswerth (1145), Meer (1167), Corvey (1181), Liesborn (1186), Cappenberg (1193) und Wesel (1205).[119] Ende des 12. Jahrhunderts bestätigte König Adolf von Nassau dem Kölner Erzbischof die Zollstätte in Neuss einschließlich der in Rheinberk und Bonn sowie weitere vergebene Zölle am Nieder- und Mittelrhein.[120] Zur Absicherung der Zollstätte wurde 1255 ein Kastell im Bereich des Rheinufers von Neuss angelegt.[121] 1364 vereinbarte Erzbischof Engelbrecht III., dass seinem Vorgänger Adolf von Kleve wegen dessen Unterstützung des Erzstiftes von Köln eine Rente von 5000 Goldschilden aus dem Zoll von Neuss zu zahlen sei.[122]

Ab Ende des 13. Jahrhunderts verstärkten sich die Unstimmigkeiten zwischen Kurköln und der Stadt Neuss, da letztere den Einfluss der Erzbischöfe auf die Stadt vermindern wollte. Bereits direkt nach seiner Wahl zum Erzbischof im November 1370 leitete Friedrich III. von Saarwerden die Verlegung der Zollstätte für den Rheinzoll nach der kleinen rheinaufwärts gelegenen Bauernschaft Zons ein. Die hierfür erforderliche Erlaubnis hatten die Kölner Erzbischöfe bereits 1355 von Kaiser Karl IV. erhalten. Im August 1372 wurde diese Verlegung durchgeführt.

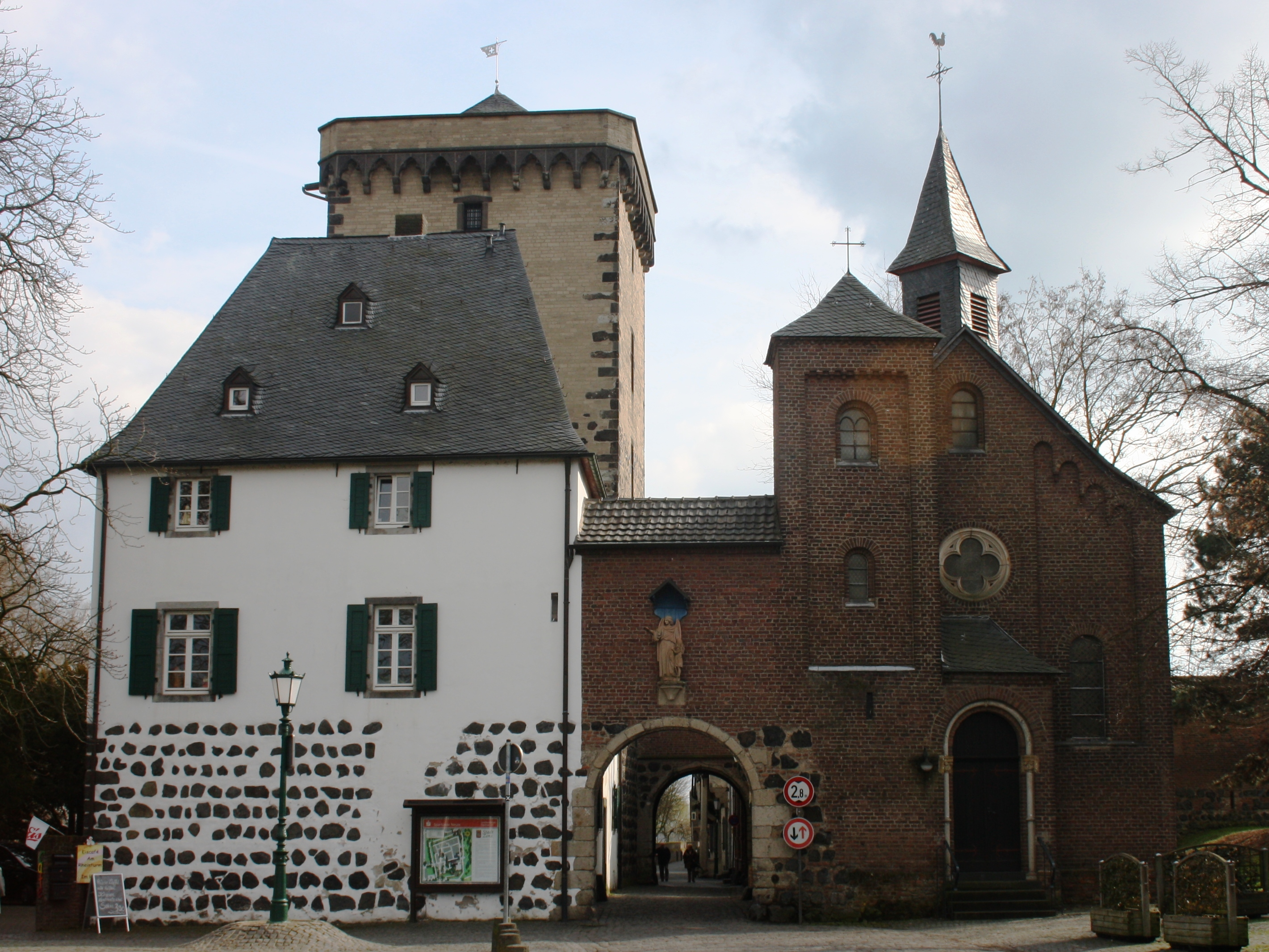
Zons: Rheintor mit Zollturm im Hintergrund

- Zons: Nach der Eröffnung der Zollstätte wurde ab 1373 die Zollburg Friedestrom angelegt und mit der Ortschaft befestigt. Neben der Absicherung der Zollstätte waren die Befestigungen auch für die Sicherung des weltlichen Herrschaftsanspruches auf die linksrheinischen Gebiete des Erzbistum Köln am Niederrhein wichtig. Um 1450 wurde die Zollstätte von Erzbischof Dietrich II. von Moers nach Ende der Soester Fehde wegen Überschuldung von Kurköln an das Kölner Domkapitel verpfändet. Dieses war bis zum Ende von Kurköln an den Erträgen der Zollstätte beteiligt.[125]

Die Zollstätte wurde von den Kriegswirren während der Reformation, dem Niederländischen Freiheitskampf und den diversen Kriegen am Niederrhein, zum Teil mit französischer Beteiligung, stark betroffen. Die für den Erzbischof wichtige und ertragreiche Geldeinnahme durch den Zoll fiel deshalb häufiger für Jahre aus. Mit der Übernahme der linksrheinischen Gebiete ab 1794 durch die Franzosen und die Säkularisation des Erzbistums endete diese Zollstätte für den Kölner Erzbischof.
- Köln: Eine der wichtigsten Handelsorte am Rhein war seit der Zeit der Römer die Stadt Köln, die bereits vor Beginn des Hochmittelalters zum Einflussbereich der Kölner Erzbischöfe gehörte. Allerdings begannen frühzeitig zwischen Erzbischof und der Stadt Auseinandersetzungen um die Macht in Köln. Hauptwidersacher des Erzbischofs waren die Kaufleute, die über den Kölner Hafen den Rheinhandel weitgehend kontrollierten. Diese Kontrolle wurde ab Mitte des 12. Jahrhunderts durch Umlade- und Stapelrechte noch verstärkt. Ein Transitzoll für den Schiffstransport auf dem Rhein dürfte deshalb aus Handelsgründen nicht von Vorteil gewesen sein. Ein Rheinzoll ist für Köln deshalb zu Beginn des Hochmittelalters nicht nachweisbar.[126]

Nach der Schlacht von Worringen 1288 hatte die Kölner Bürgerschaft den Erzbischof in Köln entmachtet und dieser verlegte seinen Dienstsitz nach Bonn. Eine Zollstätte für den Rheinzoll in Köln ist erst ab 1362/63 nachweisbar. Die Zollrechte übergab Erzbischof Dietrich II. von Moers 1416 durch Verpfändung an die Stadt.
- Bonn: Diese Zollstätte wurde erstmals vom Kölner Erzbischof Konrad von Hochstaden um 1250 widerrechtlich eingerichtet, da er nicht vom König hierzu ermächtigt worden war.[129] Legitimiert wurde die Zollstätte erstmals, als König Adolf von Nassau 1293 diesen Zoll für 15 Jahre gewährt hatte. Die Erlaubnis war Teil der Erstattung der Wahl- und Krönungskosten, die der Erzbischof Siegfried von Köln seinerzeit für König Adolf übernommen hatte.[130] In einer Urkunde von 1299 übertrug Erzbischof Wigbold von Holte dem Edelherrn Walram von Montjoie eine Rente von 200 Mark pro Jahr aus dem Rheinzoll von Bonn. 1308 erhielt Erzbischof Heinrich II. von König Heinrich VII. die Erlaubnis die Zollstation in Bonn für vier Jahre wieder zu betreiben, nachdem diese Anfang des 14. Jahrhunderts geschlossen werden musste.[131]

1345 wurde erneut vom Kurbischof Walram von Jülich ein Darlehen auf die Zollstätte über 36.000 Mark aufgenommen. Geber des Darlehens waren drei Ritter, darunter Werner von Spiegel. Für die Tilgung wurden den Rittern neun Tournosen aus dem Zoll von Bonn überschrieben.
Ende 1414 vermittelte König Sigismund einen Vergleich zwischen der Stadt Köln und dem neu für das Amt des Erzbischofs gewählten Dietrich II. von Moers, der zu diesem Zeitpunkt noch nicht zum Bischof geweiht worden war. Für den Vergleich wurden 30.000 Gulden an den König gezahlt, die aus dem Zoll der Zollstätte in Bonn refinanziert werden sollten. 5000 Gulden davon waren dem Erzbischof bei Amtsantritt zurückzuzahlen.
1432 vereinbarte Erzbischof Dietrich II. mit Johann II. von Loon-Heinsberg eine Zahlung von 500 Gulden aus dem Zollaufkommen als Gegenleistung für das kurkölner Lehen, das Johann II. dem Erzbischof für Rheidt, Oberkassel, Sieglar und Rodenkirchen angeboten hatte.
Die Mitte des 17. Jahrhunderts errichtete Bastei Alter Zoll ist ein Relikt der Befestigungen, die zur Sicherung des Zolles und der Stadt angelegt wurden. Die Zollstätte Bonn gehörte mit Uerdingen, Zons und Andernach zu den Zollstätten des Erzbistums, die bis zu Beginn der Franzosenzeit 1794 aktiv betrieben wurden.
- Andernach: Die Freie Reichsstadt Andernach hatte bereits früh das Recht für eine Zollstätte erhalten, erste Hinweise datieren auf 1147, als dem Kloster Egmond vom Kölner Erzbischof eine Zollbefreiung in Neuss, Köln und Andernach gewährt wurde.[135] Ein vom Kaiser bewilligter Markt- oder Rheinzoll ist erst ab 1167 belegbar, als Kaiser Friedrich I. dem Erzbischof Reinald von Dassel für dessen Unterstützung im Krieg bei Tusculum gegen die Römer die Herrlichkeit und den Reichshof Andernach einschließlich des Münz- und Zollrechts schenkte.[136]

Gegen Ende des 12. Jahrhunderts war die Zollstätte vermutlich zeitweise wieder ein Reichszoll, da erst ab 1197 die Kölner Zuständigkeit belegbar ist. Es ist umstritten, ob im 12. und 13. Jahrhundert ein Rheinzoll erhoben wurde oder ob dies immer Marktzölle waren. Erst ab 1. September 1310 ist ein eindeutiger reichsrechtlicher Anspruch auf einen Rheinzoll nachweisbar. Kaiser Karl IV. bewilligte 1362 Philipp von Isenberg 3000 Gulden aus dem Rheinzoll von Andernach. Die Einzelheiten für die Auszahlung des Betrags musste der Isenberger mit dem Erzbischof von Köln, dem Inhaber des Zollstätte, abklären. Unter Erzbischof Engelbert III. wurde die Zollstätte 1365 in das auf der anderen Rheinseite liegende Linz verlegt.
- Linz: Mit Linz erhielt das Erzbistum auch eine rechtsrheinische Zollstätte, die dort über 100 Jahre verblieb. 1475 wurde der Zoll auf Anweisung Kaiser Friedrich III. wieder nach Andernach verlegt. Diese Anweisung erfolgte aus Dankbarkeit, da die Stadt den Kaiser im Burgundischen Krieg trotz herber Verluste unterstützt hatte. Trotz der Rückverlegung nach Andernach wurde auch nach 1475 vom Kölner Erzbischof in Linz ein nun zusätzlicher Rheinzoll erhoben.[140] 1482 wurde diese zusätzliche Zollstätte von Kaiser Friedrich III. dem Kölner Erzbischof Hermann von Hessen für eine dauerhafte Zollerhebung bestätigt.[141][142] Als Erzbischof Adolf von Schaumburg 1547 im Erzstift Köln sein Amt übernahm, war das Erzbistum stark verschuldet und Adolf war gezwungen, Anleihen aufzunehmen, die mit den Einkünften aus den Kölner Rheinzöllen getilgt wurden. Hierfür wurden auch die Geldeinnahmen aus dem Rheinzoll von Linz verwendet. 1548 erhielt der Erzbischof ein Darlehen über 400 Gulden vom Scholaster Johan Walschem, der in der Gemeinde der Hl. Apostel-Kirche in Köln tätig war.[143]

#### Grafschaft bzw. Herzogtum Jülich
Nur wenige und kleinere Gebiete dieser Grafschaft und des späteren Herzogtums Jülich lagen am Rhein. Die Grafen und Herzöge des Jülichgaus hatten deshalb im Hochmittelalter keine eigenen Zollstätten am Rhein. Allerdings erlangten die Jülicher Grafen nach 1300 von König Albrecht I. für kurze Zeit eine Beteiligung an den Zollerträgen der Zollstätte Kaiserswerth, weil sie ihn bei einer Auseinandersetzung mit dem Kölner Erzbischof unterstützt hatten. Zusätzlich erteilte der König 1302 dem Grafen Gerhard V. von Jülich die Erlaubnis, einen Rheinzoll in Rheineck zu erheben. Sollte es dabei Schwierigkeiten geben, weil die Burg Rheineck dem Erzbistum Köln gehörte, durfte die Zollstätte wahlweise nach Breisig oder Kaiserswerth (fälschlich „Keyserswinter“ geschrieben) verlegt werden. Da 1302 die Reichsburg in Kaiserswerth von den Jülichern kontrolliert wurde, dürfte dort der Zoll erhoben worden sein. Als weiteren Dank erhielt Gerhard V. 1306 von König Albrecht I. die Erlaubnis, ab dem 1. August für drei Jahre in Hammerstein einen Rheinzoll von sechs Turnosen zu erheben.
1321 bekamen die Jülicher in einem Schiedsspruch weitere Zollerträge zugesprochen. Gerhard V. von Jülich sollte die von den Jülichern kriegerisch besetzte kurkölner Stadt Zülpich wieder an das Erzbistum übergeben und Erzbischof Heinrich II. hatte dafür die Zollstätte Bonn zu verpfänden. Aus dem Zollertrag vom Bonner Rheinzoll sollte die Pfandsumme gezahlt werden. Mitte 1398 erhielt der Herzog Wilhelm von Jülich-Geldern von König Wenzel die Erlaubnis, in Wesseling einen Rheinzoll über sechs Turnosen einzurichten, wobei der Zollertrag zwischen König und Herzog aufzuteilen war. Zur Inbetriebnahme der Zollstätte kam es nicht mehr, da König Ruprecht auf Druck der rheinischen Kurfürsten Anfang Januar 1401 alle von König Wenzel neu vergebenen und noch nicht eingerichteten Zollstätten am Rhein widerrief.
Später waren die Jülicher über die Personalunion mit den Adelshäusern von Berg, von Kleve und von der Pfalz automatisch indirekt an deren Zollstätten beteiligt.

#### Grafschaft bzw. Herzogtum Berg

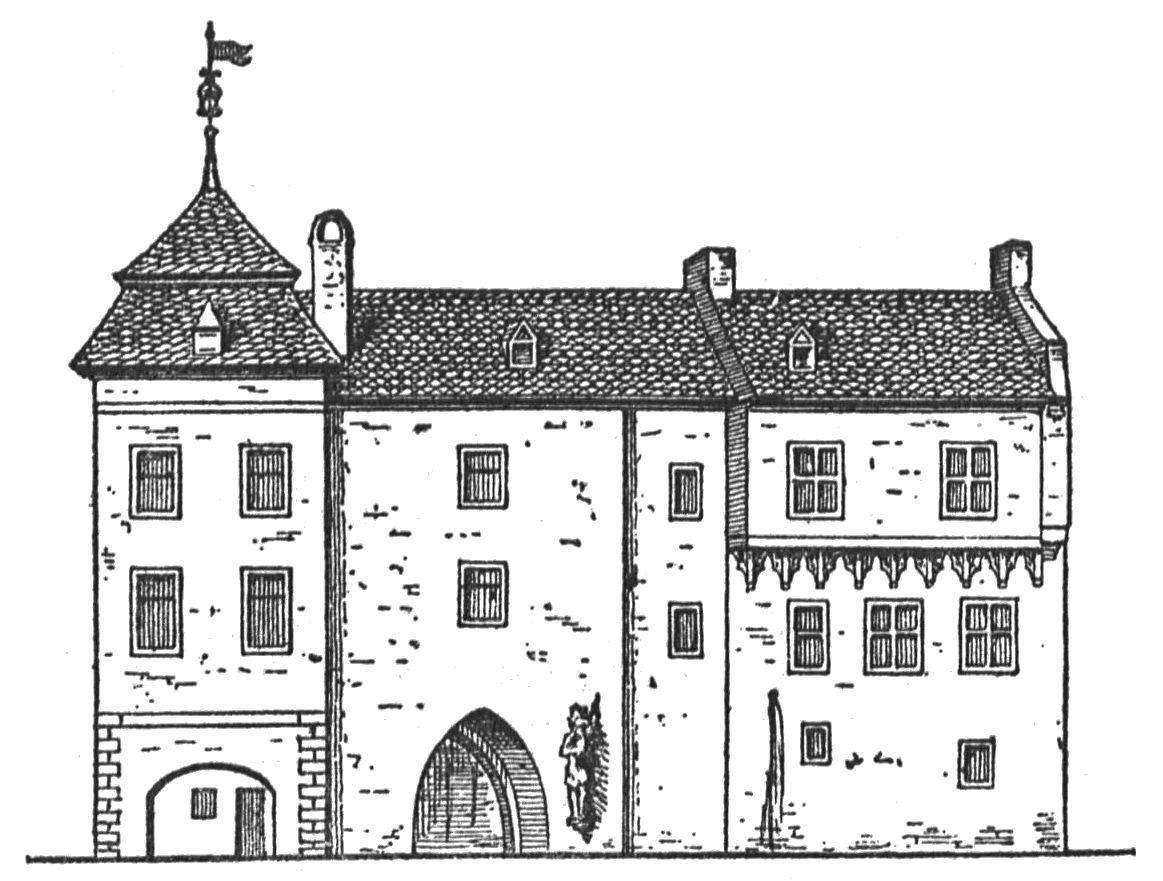
Düsseldorfer Zolltor um 1500

Der Beginn einer Zollstätte für den Rheinzoll in Duisburg ist nicht genau belegbar. Erste Angaben zu Zöllen im Gebiet von Duisburg sind in der Übertragung eines „Hofes Duisburg“ an Erzbischof Adalbert von Bremen 1065 durch König Heinrich IV. angeführt. Dies betraf einen Marktzoll, wahrscheinlich einen Jahrmarktzoll, und noch keinen Rheinzoll. Vermutlich wurde ab etwa Mitte des 12. Jahrhunderts ein dauerhafter Zoll erhoben, der auch einen Rheinzoll betraf, der 1184 von Kaiser Friedrich I. bestätigt wurde. Dieser im Süden von Duisburg erhobene Rheinzoll wird 1279 in einer Urkunde des Grafen Rainald I. von Geldern angeführt, worin der Graf den Duisburgern Zollfreiheit an der Zollstätte im „Wald bei Duisburg“ bestätigt. Von den Grafen von Geldern wurde dieser Zoll wenig später an die Grafen von Kleve weiter gegeben.
Durch die Heirat Graf Adolf VI. von Berg mit Agnes von Kleve Anfang des 14. Jahrhunderts gelangte die Zollstätte von den Klevern an das Adelshaus von Berg. Allerdings lag die Zollstätte südlich von Duisburg im Bereich des später befestigten Hauses Angerort und damit unmittelbar an der nördlichen Grenze der Grafschaft Berg. Bereits 1324 war den Grafen von Berg durch kaiserliche Ermächtigung erstmals die Genehmigung erteilt worden, diesen Rheinzoll nach Düsseldorf zu verlegen. Obwohl Kaiser Ludwig IV. die Verleihung des Rheinzolles mit der Verlegung nach Düsseldorf an den Grafen Adolf VI. von Berg 1344 nochmals bestätigte, erhob Kurköln weiterhin Einwände und konnte die Durchführung der Verlegung bis in das letzte Viertel des 14. Jahrhunderts verzögern. Zudem erteilte Kaiser Ludwig IV. diesen Duisburger Zoll 1347 wieder an die Klever und 1349 durch nachträgliche Bestätigung erneut an die Berger. Letzteres war erforderlich, da Graf Gerhard von Jülich-Berg seit 1348 begonnen hatte, dieses Duisburger Zollrecht in Kaiserswerth zu erheben. Dieses Rheinzollprivileg wurde von den Berger bis 1368 genutzt.
1377 verlegte Graf Wilhelm II. von Berg mit nochmaliger Genehmigung des Kaisers Karl IV. den Duisburger Zoll nach Düsseldorf. Zunächst wurde der Zoll in einem Wachturm an der Krämerstraße erhoben und 1556 zur Zollstraße verlegt. 1380 erhielt der nun zum Herzog Wilhelm I. von Berg erhobene Graf von König Wenzel die Erlaubnis, in Breisig eine weitere Zollstätte zu eröffnen. Über diese Zollstätte gibt es fast keine weiteren Informationen, da sie vermutlich nur kurzzeitig bestand. Allerdings befreite der Herzog im Hinblick auf das „besonders gute Verhältnis“ der Berger zum Stift von Essen und dessen Besitzungen in Breisig das Stift urkundlich 1380 von diesem Zoll.
Nachdem die Zollstätte 1377 nach Düsseldorf verlegt worden war, bestätigte König Wenzel 1380 diesen Rheinzoll von sechs Turnosen für den Herzog Wilhelm I. von Berg. Unverändert versuchte der Kölner Erzbischof, die Zollstätte in Düsseldorf zu verhindern. Erst als Herzog Wilhelm dem Bischof und der Stadt Köln 1386 vertraglich eine Verringerung der Zollsätze um ein Drittel zusagte, wurde der Widerstand geringer. Allerdings kam es auch nach 1386 zu Streitigkeiten zwischen Berg und dem Erzbistum. So wurde 1411 durch einen Schiedsspruch vereinbart, dass die Kölner für die Lebenszeit des Erzbischofs Friedrich III. und des Herzog Adolf von Berg weder einen Rheinzoll noch andere Zölle bei der Durchquerung bergischer Gebiete von und nach Westfalen zu zahlen hatten.
Dieser Zoll verblieb nun über die Jahrhunderte im Besitz des Adelshauses Berg und deren Rechtsnachfolger. Ab 1490 wurde der Zoll kurzzeitig in die etwa 30 km südlich gelegene Ortschaft Monheim verlegt, da in Düsseldorf die Pest ausgebrochen war.
Neben der Zollstätte in Düsseldorf konnten im Gebiet der Grafschaft und dem späteren Herzogtum Berg keine weiteren Rheinzölle erhoben werden. Zwar erhielt 1425 Herzog Adolf von Jülich-Berg vom späteren Kaiser Sigismund die Erlaubnis, einen Rheinzoll ausschließlich für Kaufleute aus dem Herzogtum Geldern einzurichten, Zollstätte wurde Monheim.<re>Da die Stände im Herzogtum Geldern nicht bereit waren die Jülich-Berger als Landesherr anzuerkennen, war dieser zusätzliche Rheinzoll als „Strafzoll“ bis zur Anerkennung von Adolf von Jülich-Berg als neuen Herzog vom Kaiser erlaubt worden. Allerdings wurde dieser Zoll wegen des starken Widerstandes des Herzogtums Kleve und von Kurköln bereits nach kurzer Zeit wieder aufgehoben. Ein erneuter Versuch, 1430 diesen Sonderzoll in Zündorf einzuziehen, scheiterte bereits vor Februar 1431 wegen unverändert starkem Widerstand. Ein weiterer Rheinzoll wurde Wilhelm von Jülich-Berg von Kaiser Friedrich III. um 1485 in Lülsdorf bewilligt, gegen den der Erzbischof von Köln und die Stadt Köln sofort heftig protestierten. 1486 zog Friedrich III. seine Bewilligung für diese Zollstätte zurück. Zur Kompensation durften die Berger den Rheinzoll in Düsseldorf um sechs Turnosen erhöhen und je einen weiteren Landzoll im Herzogtum Berg und Herzogtum Jülich neu einrichten.
Allerdings hatten die Berger für begrenzte Zeit Zugriff auf weitere Rheinzölle. Durch Pfanderwerbung konnten sie in den 1270er Jahren in Remagen und ab 1368 in Kaiserswerth für einige Jahre einen Rheinzoll erheben. Die Zollstätte in Remagen war durch ein Darlehen an das Reich und die in Kaiserswerth durch Kurköln an den Herzog von Berg verpfändet worden. Weiterhin konnten die Berger ab 1363 bis 1375 den Rheinzoll in Kaub erheben, eine Mitgift der Anna von Kurpfalz bei ihrer Heirat mit Graf Wilhelm II. von Berg 1363. Pfalzgraf Ruprecht I. und sein Sohn Ruprecht II. hatten dies bei der Heirat seiner Enkelin vertraglich zugesagt. Das Zollaufkommen war auf insgesamt 24.000 Gulden begrenzt.
1767 wurde versucht, in Grimlinghausen eine Zollstätte zu eröffnen, das südlich von Neuss direkt am linken Rheinufer lag und eine Jülicher Enklave im Kurkölner Gebiet war. Dies scheiterte jedoch am Widerstand besonders durch den Kölner Erzbischof.

#### Grafschaft bzw. Herzogtum Kleve
Mit der Entwicklung zur Grafschaft und dann zum Herzogtum Kleve erlangte das Herrscherhaus verschiedene Rheinzölle. In einer undatierten Urkunde erteilte bereits Graf Dietrich III. von Kleve, der von 1173 bis 1193 amtierte, den Zisterziensern von Ten Duinen Zollfreiheit für den Transit in der Grafschaft Kleve. Ob dies jedoch einen echten Rheinzoll betraf ist strittig, da auch ein Umschlagszoll gemeint sein könnte. Eindeutige Nachweise fehlen bisher. Weitere Zollbefreiungen stammen von 1220 und 1224, in denen Graf Dietrich IV. von Kleve das Kloster Ter Doest und den Deutschen Orden von Flusszöllen entlastet. Auch hier ist ungeklärt, ob diese Befreiungen einem Rheinzoll zuzuordnen sind. Erst für 1241/1242 unter Graf Dieter IV. werden vier Rheinzölle in Orsoy, Schmithusen, Huissen und Nimwegen angeführt, da Kleve bei der Erhebung zur Stadt an diesen Zollstätten von der Zahlung befreit wurde. Allerdings können diese Zollrechte durch das Reich nicht urkundlich belegt werden.
Einige der eindeutig Rheinzölle betreffenden Zollstätten, wie Kaiserswerth, gehörten nur kurzfristig zu Kleve. Die Zollstätten in Büderich bei Wesel, Grieth, Huissen in Holland, Emmerich, Orsoy, Ruhrort und Schmithausen gehörten für längere Zeit den Klevern. Durch die räumliche Nähe der Zollstätten Grieth und Emmerich wurden die Zölle zeitweise nicht an beiden Zollstätten erhoben. Beispielsweise wurde 1468 Emmerich vom Zoll an der Zollstätte Rees befreit. Weiterhin wurde um 1495 für begrenzte Zeit die Zollstätte Grieth nach Büderich und auch Rees verlegt.
Nachfolgend weitere Angaben zu den Zollstätten, die längere Zeit von Kleve kontrolliert wurden:
- Büderich: Am 13. Januar 1290 übertrug König Rudolf I. den Zoll zu Büderich an Graf Theoderich von Kleve. Dieser kleine Ort lag linksrheinisch gegenüber der Stadt Wesel.[176] Büderich war eine der Klever Zollstätten für den Rheinzoll, in der häufig der Rheinzoll erhoben wurde. Nach kurzzeitigen Verlegungen nach Grieth, Griethausen, Orsoy oder Rees wurde Büderich immer wieder aktiviert.[177] Der Versuch von Herzog Karl von Egmond 1502 Wesel zu erobern, um auch das Zollprivileg von Büderich zu übernehmen, scheiterte allerdings.

- Grieth: Auf Ersuchen von Graf Dietrich von Kleve erteilte König Ludwig der Bayer 1336 die Erlaubnis, die Zollstätte von Huissen nach Grieth zu verlegen.[178] Trotzdem wurde Grieth erst über 100 Jahre später tatsächlich eine Zollstätte, da Kleve bereits in Griethausen eine Zollstätte eingerichtet hatte.[179]

- Griethausen, aktuell ein Ortsteil von Kleve, ist als Rheinzoll erstmals 1356 nachweisbar. Vermutlich war ein Klever Waalzoll zu Nimwegen nach hier verlegt worden.[180] 1363 erfolgte eine Erhöhung dieses Rheinzolls durch Graf Johann von Kleve. Graf Adolf I. von Kleve bestätigte 1369 die Erhebung der Rheinzölle für Büderich und Griethausen.[181] Ab 1385 wurde in Griethausen kein Zoll mehr erhoben, die Zollstätte war erst ab 1401 wieder aktiv. Ende 1419 wurde der Griethausener Zoll zusammen mit dem Rheinzoll in Büderich endgültig nach Orsoy verlegt.[182]

- Huissen: Der Ort gehörte ursprünglich der Grafschaft Geldern. Als er mit seinem zugehörigen Gebieten 1214 an Kleve fiel, gab es dort noch keinen Rheinzoll. Huissen wird als Zollstätte erstmals in einer Auflistung der Steuerbefreiungen der Stadt Kleve angeführt. Dieser Zollerlass wurde von Graf Dietrich IV. von Kleve 1242 anlässlich der Erhebung zur Stadt gewährt.[183] Allerdings war und blieb Huissen eine klevische Enklave, die vom gelderischen Quartier Zutphen umgeben war. Deshalb wurde versucht, das Zollprivileg in die Grafschaft Kleve zu verlegen. Diese Verlegung wurde 1336 vom Deutschen König bestätigt.

- Emmerich: Diese von Geldern betriebene Zollstätte wurde 1318 nach Emmerich verlegt. 1355 verpfändeten die Geldener ihre rechtsrheinischen Gebiete an Kleve. Da das Pfand nicht eingelöst wurde, gehörte die Stadt Emmerich und der dortige Zoll ab dieser Zeit zur Grafschaft Kleve.

- Orsoy: Die Erhebung eines Rheinzolls durch die Klever ist hier erstmals 1238 bis 1242 nachweisbar.[184] 1243 wurde von Kurköln mit Waffengewalt die Einstellung der Zollerhebung erzwungen.[185] Nur für 1272 ist die Erhebung des Rheinzolles wieder kurzzeitig nachweisbar, 1279 verpflichtete sich Graf Dietrich VI./VIII. von Kleve, im Rahmen eines Landfriedens die Zollstätte zu schließen.[186]

Mit der Bestätigung der Stadterhebung vom 1. September 1347 durch Kaiser Ludwig den Bayern wurden die zugehörenden Freiheiten und auch die Zollstätte für den Rheinzoll wieder erwähnt. Danach liegen fast keine Angaben zu dieser Zollstätte vor. Lediglich ab 1419 wurde für kurze Zeit der Rheinzoll von Büderich und Griethausen nach Orsoy verlegt. Nach der Übernahme der Grafschaft Kleve durch Brandenburg Anfang des 17. Jahrhunderts haben auch die Preußen einen Rheinzoll in Orsoy erhoben und die Zollstätte bis zum Zeitpunkt der Machtübernahme durch die Franzosen 1794 betrieben.

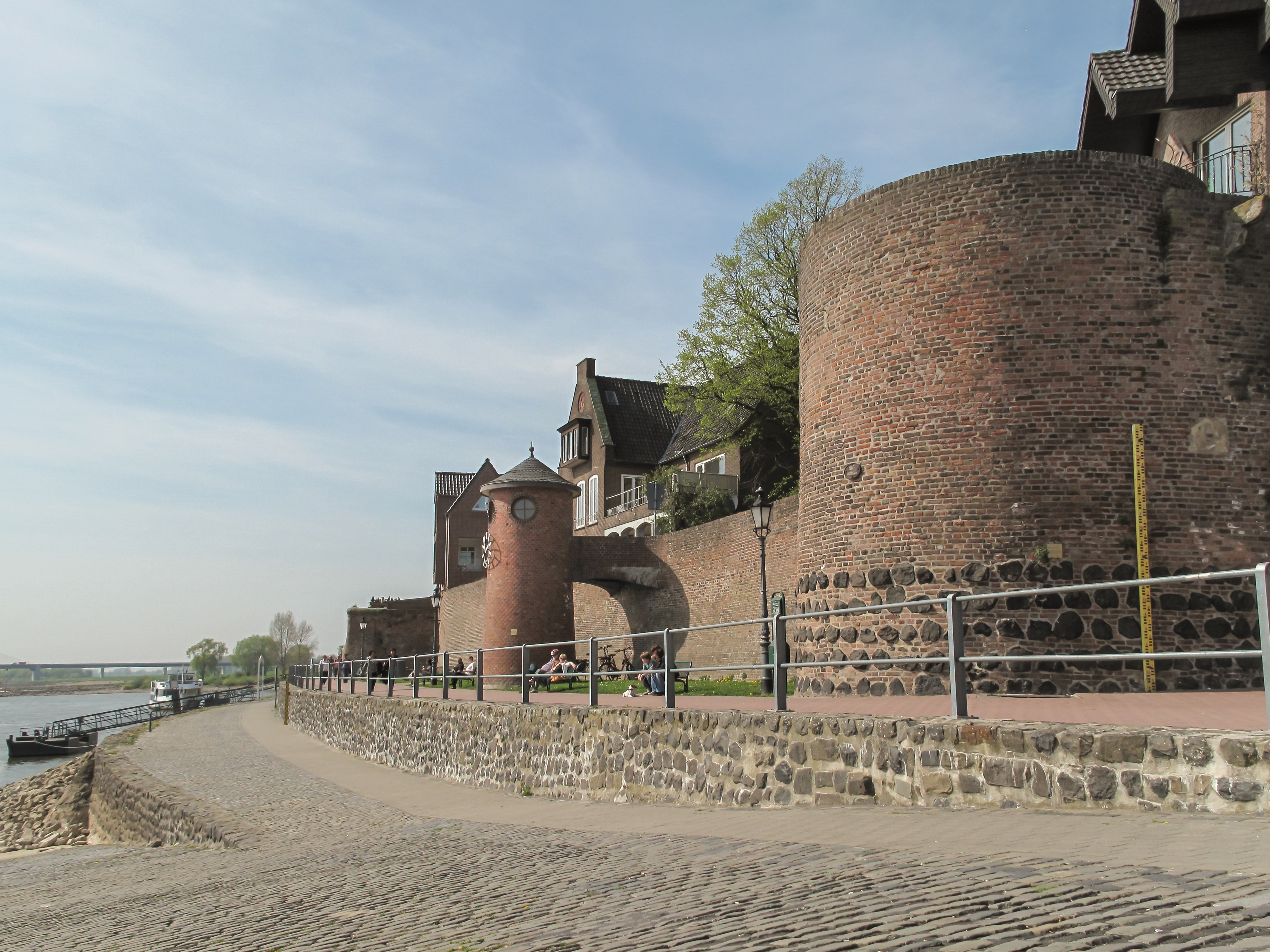
Rees, Alter Zollturm

- Rees: Bereits 1142 ist ein Zollstätte in Rees nachweisbar, die von den Kölner Erzbischöfen unterhalten wurde, aber einen Marktzoll betraf.[190] Rees war zu dieser Zeit ein rechtsrheinischer Kurkölner Ort, der 1392 durch Tausch gegen das linksrheinische Linn der Klever an letztere gelangte. Danach wurde Rees eine Zollstätte von Kleve. Als Zollstätte für einen Rheinzoll ist nur die Zeit von 1495 bis 1500 belegbar.[191]

- Ruhrort: Kaiser Karl IV. hatte dem Ritter Johann von Moers, einem Bruder des amtierenden Grafen von Moers, 1371 die Erlaubnis erteilt, im Bereich der „Homberger Werth“ einen Zoll auf Waren „zu Lande und zu Wasser“ zu erheben. Die Höhe des Zolls wurde mit vier Turnosen je Zollfuder vorgegeben.[192] Diese ehemalige Werth lag durch Verlagerung des Rheines nach Osten nun im Bereich der rechtsrheinischen Ruhrmündung, die zu dieser Zeit ein Gebiet der Grafschaft Kleve war. Kurz vorher war die Grafschaft Mark über Personalunion mit der Grafschaft Kleve vereinigt worden. Vermutlich beschwerte sich der Graf von der Mark über diese Lehnvergabe an einen Ritter aus einer anderen Grafschaft, denn bereits 1372 wurde die Zollgenehmigung geändert. Nun waren neben Ritter Johann auch der Graf Friedrich von Moers und Graf Engelbert III. von der Mark gemeinsam berechtigt, diesen Rheinzoll zu erheben.[193] Nach der Änderung des Lehns verpachtete Ritter Johann von Moers sein Recht auf den Zoll gegen Zahlung eines Erbzinses von 50 Schilde pro Jahr an den Grafen Engelbert von der Mark.[194]

1379 widerrief der Deutsche König Wenzel alle Rheinzölle zwischen Andernach und Rees. Kurze Zeit danach wurde die Genehmigung des Zolls jedoch für die Berechtigten von 1372 im Bereich Homberger Werth wieder erteilt. 1392 vereinbarten die Grafen von Kleve und von der Mark, dass der Anteil der Zollberechtigung von Graf Engelbert von der Mark nach dessen Tod an den Grafen von Kleve fallen sollte und dieser dann die Zahlung der 50 Schilde Pacht an die Moerser übernimmt. Ab 1393 kam durch Verpfändung das gesamte Zollaufkommen in die Hand des Grafen von Moers. Die Berechtigung für die Erhebung dieses Zolles durch den Grafen von Moers wurde 1398 von König Wenzel bestätigt. 1411 wurde durch einen Schiedsspruch des Kölner Erzbischofs Friedrich III. nochmals die Zuständigkeit von Moers für den Rheinzoll bekräftigt, der aber ab 1541 ohne Einschränkung endgültig ganz in den Besitz der Klever Herzöge gelangte.
- Schmithausen: Hier lag bereits vor 1085 eine alte Zollstätte, die kirchlichen Einrichtungen in Utrecht gehörte. Diese gelangte später über die Familie von Smithusen in den Einflussbereich der Grafen von Geldern. Da der Rheinarm, an dem der Ort lag, am Beginn des 14. Jahrhunderts durch Verlagerung des Hauptstromes versandet war, musste die Zollstätte geschlossen werden und wurde nach Emmerich verlegt. Diese Verlegung wurde durch den Grafen Rainald von Geldern 1318 genehmigt.[198]

#### Grafschaft / Herzogtum Geldern

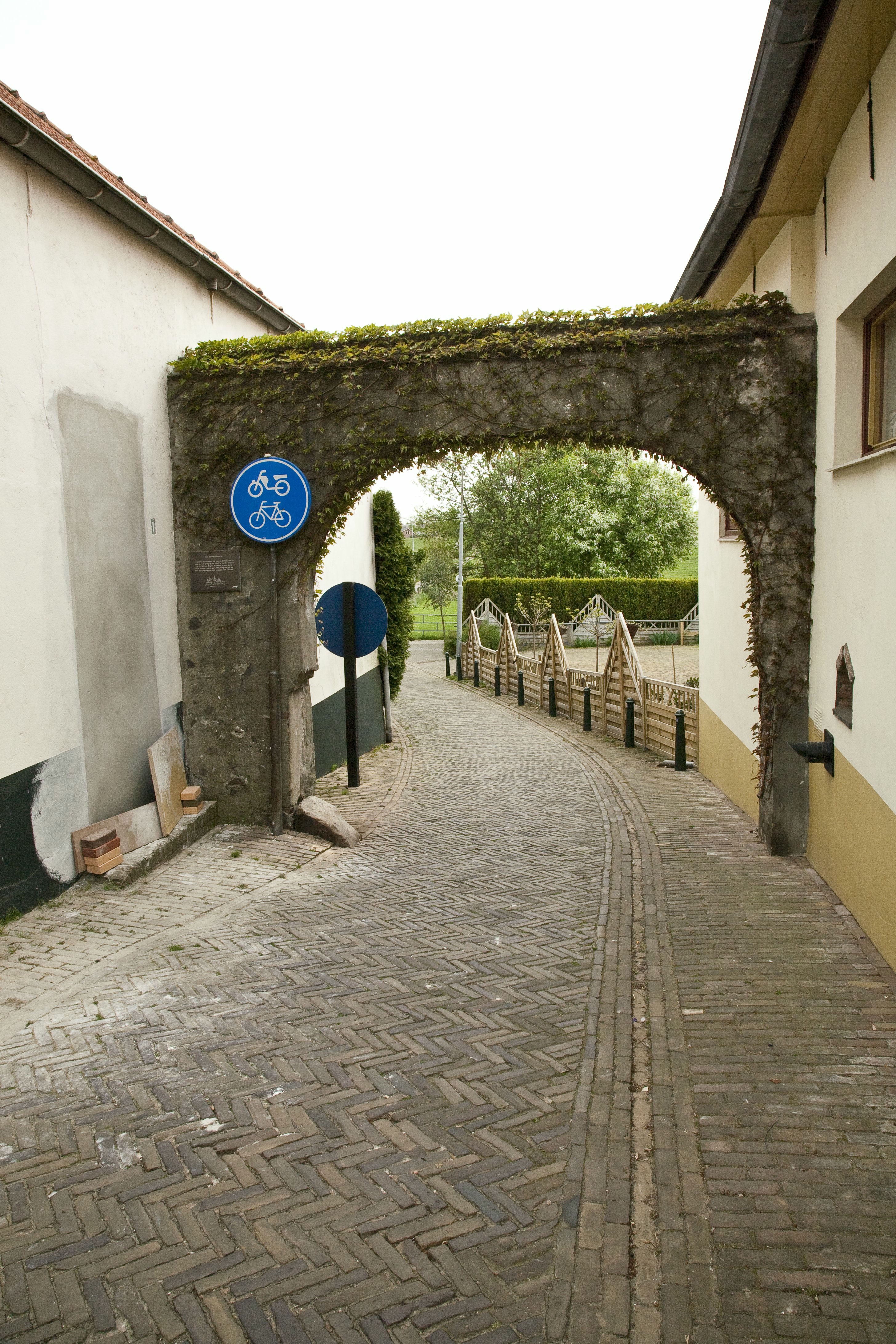
Lobith: Pforte zur Anlegestelle der Rheinschiffe

Die Grafschaft Geldern erlangte bereits im Hochmittelalter einige alte Rheinzölle, die ursprünglich an kirchliche Einrichtungen am unteren Niederrhein und in den heutigen Niederlanden vergeben worden waren. Neben den Grafen von Kleve waren die Grafen von Geldern die ersten nichtkirchlichen Herrscher, die am Niederrhein Inhaber von Flusszöllen werden konnten.
- Rijnwijk bei Arnheim:[199] Bereits 1177 erhoben die Grafen von Geldern hier Zoll. Da zu dieser Zeit zur Grafschaft Geldern noch einige Enklaven am Niederrhein gehörten, unterstanden beispielsweise die Zollstätten in Emmerich und Duisburg ursprünglich auch den Gelderen.
- Schmithausen: Diese Zollstätte war Vorgänger der Zollstätte Emmerich. Bereits vor 1085 ist das Recht für diesen Rheinzoll erstmals nachweisbar. Der für 1085 belegbare Zoll in Schmithausen wurde 1219 vom Marienstift in Utrecht an Mechthild von Smithusen verpachtet, deren Familie zu den Ministralen des Grafen von Geldern gehörten. Diese Zollstätte verblieb nur für kurze Zeit bei Geldern, da der Rheinarm bei Schmithausen versandete und die Zollstätte 1318 nach Emmerich verlegt wurde. Der Ort Emmerich wurde jedoch 1345 mit der Zollstätte an die Grafschaft Kleve verpfändet und verblieb danach bei den Klevern.[200]
- Arnheim: Vermutlich war die Zollstätte Rijnwijk der Vorläufer von Arnheim, das den Geldernern längere Zeit als Zollstätte diente. Dieser Arnheimer Rheinzoll wurde 1196 in einem Vertrag angeführt.[201] Arnheim gehörte zu Beginn des 13. Jahrhunderts bereits zu Geldern. Graf Gerhard IV. erhielt im März 1222 von König Heinrich VII. mit Zustimmung seines Vaters Kaiser Friedrich II. die Erlaubnis, diesen Zoll nach Lobith zu verlegen.[202]
- Lobith: Dies war eine der wichtigsten und ertragreichsten Zollstätten der Geldener.[203] Die Verlegung wurde umgehend vorgenommen, da Graf Otto II. von Geldern 1236 ein Mannlehen von acht Mark aus dem Zoll in Lobith vergab.[204] 1247 bestätigte Wilhelm von Holland, wenige Wochen nach seiner Wahl zum Deutschen König in Worringen, Graf Otto II. den Zoll von Lobith.[205] Auch das Reich erhielt einen Anteil aus dem Zollaufkommen dieser Zollstätte. 1249 schenkte Wilhelm von Holland Ottos Gattin Margareth einen Anteil von jährlich 1000 Mark aus diesem Zoll.[206]

Etwa Mitte des 14. Jahrhunderts wurde der Zoll von Lobith nach Emmerich verlegt. Anfang 1354 verpfändete Herzog Rainald III. von Geldern den Rheinzoll für 2307 Goldschilde an seinen Schwager Herzog Johann von Kleve, gefolgt 1355 von einer weiteren Verpfändung von zusätzlichen 2000 Goldschilden.
Herzog Karl von Egmond, der letzte Herrscher im Herzogtum Geldern, vereinbarte 1514 mit Herzog Johann II. von Kleve, das Aufkommen des Rheinzolls in Lobith zwischen Geldern und Kleve zu je 50 % aufzuteilen und jeweils eigene Zöllner in der Zollstätte zu beschäftigen. Diese Vereinbarung galt für die Lebenszeit beider Herzöge. Für den Fall, dass Karl von Egmond ohne männlichen Nachfolger sterben würde, hätte Kleve zusätzlich den Zollanteil von Geldern käuflich erwerben können. Dieser Teil der Abmachung wurde nach dem Tod von Karl von Egmond nicht eingehalten, da, nach einer kurzen Regierungszeit des Nachfolgers Herzog Wilhelm von Jülich-Kleve-Berg, der deutsche Kaiser Karl V. das Herzogtum Geldern für die Habsburger übernahm.

#### Kölner Zoll im 15. Jahrhundert
Obwohl die Stadt Köln durch die Machtfülle der Erzbischöfe von Köln erst nach der Schlacht von Worringen 1288 weitgehende Unabhängigkeit von der Kirche erreichte, hatte sie bereits zuvor als Handelszentrum viele Privilegien erhalten. Diese Privilegien, die besonders die Kaufleute betrafen, wurden der Stadt regelmäßig bestätigt. Beispiele hierfür sind die erneuert bestätigten Zollbefreiungen vom Rheinzoll in Kaiserswerth durch Kaiser Heinrich IV. von 1190 und 1193. Diese betrafen das Erzbistum und die erzbischöflichen Städte und damit auch die Kaufleute von Köln. Dies erfolgte auch 1301 durch König Albrecht, der unter anderem auch die Zollfreiheit zu Lahnstein, Koblenz, Andernach, Bonn, Neuss und Rheinberg urkundlich bestätigte. An diese Befreiung von den Rheinzöllen an den angeführten Zollstätten war auch der Erzbischof von Köln gebunden. Köln hatte zusätzlich 1416 durch Verpfändung des Kölner Erzbischofs Dietrich II. das Recht erhalten, statt des Erzbistums selbst für begrenzte Zeit die Einkünfte der Zollstätte Köln zu übernehmen.
Es folgte der Sonderfall, dass die Kölner von 1475 bis 1494 vom Kaiser selbst das Recht erhielt einen Rheinzoll zu erheben. Diese Genehmigung erfolgte, weil die Kölner das Reich bei der Belagerung von Neuss durch Karl den Kühnen von Juni 1474 bis Mai 1475 aktiv unterstützt hatten. Bereits nach dem Abzug des Burgunders 1475 hatte der Kaiser Friedrich III. dem Kölner Domkapitel Einkünfte aus den Rheinzöllen zu Rheinberg, Zons und Bonn in Höhe von einem Tournos für eine Zeitdauer von zwanzig Jahren zugesagt, die jedoch als zu gering angesehen wurden. Wegen der entstandenen hohen Kosten forderten die Kölner eine höhere Erstattung der Kosten durch das Reich. Der Kaiser Friedrich III. entsprach diesem Wunsch und gestattete der Stadt mit der Urkunde vom 24. Mai 1475 die Erstattung der Kosten. Er vergab das Recht „auf alle Waren, die Köln passieren“ einen Sonderzoll zu erheben. Ab dem 8. September 1475 wurde dieser Zoll erhoben.
Allerdings behielt sich der Kaiser einen Anteil aus diesem Zoll in Höhe von 1500 Gulden pro Jahr oder wahlweise eine Ablösesumme von 27.000 Gulden vor. Hierüber kam es zwischen Kaiser und der Stadt zu diversen Verhandlungen, da den Kölnern der Betrag zu hoch erschien. Da zu diesem Zeitpunkt ab Köln bis Bingen bereits 11 weitere Zollstätten aktiv waren, erhoben sich gegen diesen Sonderzoll in Köln sofort viele Einsprüche, unter anderem von den Rheinischen Kurfürsten von Mainz, Pfalz und Trier, dem Landgraf von Hessen sowie dem Herzog von Jülich-Berg. Letzterer erreichte bei den Kölnern für sein Herzogtum Zollerleichterungen, während für die Kurfürsten und dem Landgraf diese abgelehnt wurden.
Weil Köln nicht bereit war, den Zoll zu vermindern oder aufzuheben, wurden von den angeführten Kurfürsten einschließlich des Landgrafen von Hessen Gegenmaßnahmen vereinbart. Beispielsweise wurde der Zollsatz auf Wein von den Kurpfälzern an ihren Zollstätten am Mittelrhein für Köln auf um das Dreifache erhöht. Da sich weiterhin die Situation nicht verbesserte, verlangten 1487 die drei Kurfürsten nochmals vom Kölner Rath den Zoll aufzuheben. Als dies wieder nicht erfolgte, sollte den Kölnern der Schiffstransport auf dem Rhein verboten werden. Die angeführten Kurfürsten einschließlich des Landgrafen von Hessen beschlossen deshalb 1490 den Kölnern den Transport auf dem Rhein sowohl rheinaufwärts wie rheinabwärts ab Koblenz zu unterbinden. Der Warentransport musste damit ab Koblenz per Landtransport erfolgen. Rheinabwärts konnte erst ab Zons die Güter wieder auf Schiffe umgeladen werden.
Bei der Auseinandersetzung um den Kölner Zoll wurde die Stadt vom Kaiser unterstützt, der die Einsprüche gegen diesen Zoll ablehnte. Da der Schiffsverkehr inzwischen durch den Widerstand der Gegner stark gestört war, griff der Kaiser persönlich in den Streit ein. Daraufhin kam es am 9. Mai 1490 zu Verhandlungen in Engers, die jedoch ergebnislos verliefen. Ein erneuter Vorschlag des Kaisers den Zoll vorerst vom Juni bis 13. Oktober 1490 zu akzeptieren wurde von den Kurfürsten am 5. Juli abgelehnt. Zu den Gegnern des letzten Vorschlages gehörte auch der Kölner Erzbischof Hermann.
Trotzdem forderte der Kaiser die Kölner auf ihren Zoll weiterhin zu erheben. Da der Kaiser durch anderweitige Probleme beansprucht war, konnte er nicht sofort in den Konflikt eingreifen. Da der Kölner Handel unverändert weiter stark behindert wurde, war Köln ab Ende 1490 zu Verhandlungen bereit. Auf dem Nürnberger Reichstag Ende Mai 1491 kam es unter Vermittlung von König Maximilian und des Bischofs von Eichstätt zu einer Einigung. Danach war der Kölner Zoll bis zum 24. Juni 1494 zu beenden. Weiterhin verpflichtete sich Köln den drei Kurfürsten einen Anteil von 5.000 Gulden je Jahr aus dem Zoll zu zahlen.

#### Brandenburg-Preußen
Mit der Übernahme des Herzogtums Kleve 1614/1666 durch die Auflösung der Vereinigten Herzogtümer Jülich-Kleve-Berg gelangten die Kurfürsten von Brandenburg an die bisherigen Klever Zollstätten für den Rheinzoll. Davor war Brandenburg nur im Sonderfall an Erträgen aus Rheinzöllen beteiligt, wenn diese für die Rückzahlung von Krediten von Brandenburg an einen Kreditnehmer vereinbart waren, der Inhaber eines Rheinzolles war. Eine frühe derartige Absicherung beispielsweise ist für 1314 nachweisbar. Der zu diesem Zeitpunkt vom König gewährte neue Rheinzoll an den Kölner Erzbischof betrug acht Turnosen und war für die Zollstätte Bonn vorgesehen. Eine wahlweise Verlegung nach Leutesdorf war zulässig. Allerdings musste bei einer Verlegung nach Leutersdorf vorher eine Schuldsumme des Markgrafen Waldemar von Brandenburg, die dieser dem Erzbischof gewährt hatte, getilgt werden, da diese über Bonn abgesichert war.
Die Erträge der erworbenen Rheinzölle von den Zollstätten im Gebiet des ehemaligen Herzogtums Kleve waren für die Brandenburger ein wichtiger und sicherer Ertrag, der die Finanzen des relativ armen Kurfürstentums deutlich verbesserte. In der zweiten Hälfte des 17. Jahrhunderts rechnete man durchschnittlich mit einem Aufkommen von 40.000 Talern pro Jahr.
Nach Ende des Wiener Kongresses 1815 gehörte das linke Gebiet am Rhein zwischen Nahe und den Niederlanden weitgehend zum Königreich Preußen. Von den historischen Zollstätten in diesem Gebiet waren unter den Preußen die Zollämter Emmerich, Wesel, Ruhrort, Düsseldorf, Köln, Andernach, Linz und Koblenz zuerst bis Ende 1828 wieder aktiv. Für Waren, die auf Rheinschiffen mit Be- und Entladung zwischen Emmerich und Koblenz transportiert wurden, war kein Zoll zu zahlen. Für alle Güter, die von vor Emmerich rheinaufwärts oder über Emmerich hinaus rheinabwärts kamen, war preußischer Zoll fällig. Sinngemäß das Gleiche galt für Waren bei Koblenz.
Mit Beginn 1829 wurden die Zollämter Wesel, Ruhrort, Andernach und Linz geschlossen und fälliger Zoll war am nächsten offenen Zollamt zu zahlen. Mit Kabinetts-Order vom 19. September 1829 wurden die Zollsätze modifiziert. Basis für den Zoll war eine Warenmenge von 50 kg und der Zollbetrag wurde in Centimes berechnet. Folgende Zollsätze wurden für Waren, die von außerhalb der preußischen Gebiete kamen oder gingen, festgelegt (nur einige als Beispiel für die Höhe des Zolles):.
- von Emmerich bis Düsseldorf → 72,41250
- von Düsseldorf nach Koblenz → 33,5775
- Koblenz nach Linz oder Köln → 18,190
- Köln nach Emmerich → 48,13875

Ab der Rheinschifffahrtsakte von Mainz 1831 wurden die innerdeutschen Rheinzölle und damit auch die preußischen Zölle nicht mehr erhoben. Die grenzüberschreitenden Rheinzölle für Transporte in den Niederlanden entfielen mit der Mannheimer Akte von 1868 ebenfalls für Preußen.

### Weitere Rheinzölle am Nieder- und Mittelrhein
Neben den vorstehend angeführten Rheinzöllen der Bistümer und Herzogtümer, die über viele Jahrhunderte bestanden, gab es darüber hinaus weitere nachweisbare Zölle, die entweder für kürzere Zeit aktiv waren oder mehrfach den Besitzer wechselten. Die Zollstätten des Reiches wurden im Hochmittelalter alle an Geldgeber verpfändet und wechselten zu neuen Besitzern. Nachfolgend einige dieser Zollstätten:

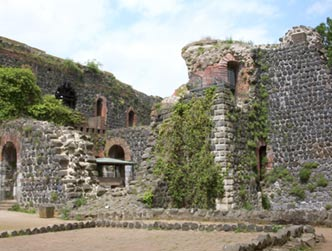
Kaiserswerth: Ruine der Kaiserpfalz

- Tiel, eine der ältesten Zollstätte des Reiches, die am Waal in der Betuwe lag, ist bereits für 896 belegbar. Diesen Zoll hatte Kaiser Friedrich Barbarossa zwischen 1152 und 1174 nach
- Kaiserswerth verlegt und zur Absicherung wurde die dortige vorhandene Burg zu einer Kaiserpfalz erweitert.[226] Bereits 1273 hatte König Rudolf I. auf Lebenszeit dem Kölner Erzbischof Engelbert II. die Kaiserpfalz, aber ohne vollen Rechte an den Rheinzoll, überlassen.[227] Als der Nachfolger von Engelbrecht II., Erzbischof Siegfried von Westerburg, begann den Rheinzoll widerrechtlich für das Erzbistum zu erheben, traf dies auf Widerspruch von Rudolf I. Dieser zwang den Erzbischof mit dem 1281 verkündeten Landfrieden für die Rheinlande ab 1282 die Zollstätte für Erzköln zu schließen.[228]

Aber bereits 1293 und 1298 verpfändeten bereits sowohl König Adolf von Nassau wie auch sein Nachfolger König Albrecht den Rheinzoll zu Kaiserswerth wieder an die Erzbischöfe von Köln. Die Verpfändung von 1292 war der Ausgleich für die Übernahme der Krönungskosten durch den Erzbischof. Dagegen war die zweite Verpfändung von 1298, die neben der Pfandgebühr über 36.000 Mark auch Reichsburg und den Ort Kaiserswerth beinhaltete, auch als „Ausgleich“ für Siegfried von Westerburg für seine Verluste gedacht. Nach der verlorenen Schlacht von Worringen hatte der Erzbischof für seine Freilassung aus der Gefangenschaft seinen Gegnern umfangreiche Zugeständnisse machen müssen. Diese Zusagen hatte der Papst als für nicht rechtmäßig erklärt und den König und die anderen Erzbischöfen aufgefordert, den Kölner Erzbischof bei der Aufhebung der Zugeständnisse zu unterstützen.
Der Zoll wechselte danach noch mehrmals über weitere Verpfändungen zeitweise den Besitzer. 1353 war durch ein Darlehen von „Edelherrn Friedrich von Reiferscheid“ an König Karl IV. der Rheinzoll an Ersteren verpfändet. Eine weitere Verpfändung erfolgte zum Beispiel 1368 durch Graf Wilhelm II. von Jülich für 57.5931,5 Goldflorin an Ruprecht II. von der Pfalz. Nach der Ablösung dieses Pfandes kam es 1397 mit der Schlacht von Kleverhamm zu kriegerischer Waffengewalt.
1424 verkaufte Herzog Adolf von Kleve-Mark die Zollstätte für 100.000 Gulden an Erzbischof Dietrich von Köln, die nun mit nur kurzen Unterbrechungen bis nach Mitte des 18. Jahrhunderts diese Zollstätte unterhielten. Da Kaiserswerth im Herzogtum Berg in der Nähe der bergischen Residenz Düsseldorf lag, versuchten später die Kurpfälzer über das Reichskammergericht die Hoheitsrechte für die Zollstätte zu erlangen. Entsprechend den Urteilen des Gerichtes von 1762 und 1772 erhielt nun Kurfürst Karl Theodor das Zollrecht für die Kurpfalz. Allerdings ging durch die Abtretung des Herzogtums Berg 1805 an die Franzosen dieser Rechtsanspruch wieder verloren.
- Braubach war eine weitere Zollstätte am Rhein. Graf Hermann I. von Henneberg erhielt 1252 auf dem Reichstag von Frankfurt a/M. die Erlaubnis von Wilhelm von Holland, dessen Schwager der Graf war, in Braubach diesen neuen Rheinzoll zu erheben.[235] Bereits wenige Jahre später war durch eine Weitergabe diese Zollstätte im Besitz von „Gottfried III. von Eppstein“. Dieser stellte 1261 dem Koblenzer Deutschordenshaus eine Zollbefreiung für deren Weintransporte für Braubach aus. Bedingt durch den Wormser Landfrieden war eine Zollerhebung letztmals im April 1269 nachweisbar.[236]

Allerdings lag die Zollstätte in der Grafschaft Katzenelnbogen und damit in einem fremden Herrschaftsgebiet. Bereits 1283 kaufte der Graf Eberhard von Katzenelnbogen Braubach, jedoch ohne aktiven Rheinzoll. Ansonsten sind zu dieser Zollstätte keine weiteren Daten bekannt. Eine weitere Zollstätte, die nur kurzzeitig betrieben wurde, lag in
- Sterrenberg, einer Reichsburg auf dem rechten Rheinufer. Ein Rheinzoll war 1247 nachweisbar, als der Reichstruchsess Werner IV. von Bolanden, seinen dortigen Zöllnern verbot diesen Zoll vom Deutschen Orden zu erheben. Nach 1263 war die Zollstätte nicht mehr nachzuweisen. Vermutlich wurde auch sie 1269 durch den Wormser Landfrieden aufgehoben.[237]
- St. Goar war Standort einer Zollstätte, die ebenfalls im Bereich des Rheines lag, der für die Schifffahrt problematisch war. Nachweisbar ist dieser Rheinzoll erstmals 1219. In einer Urkunde zu dieser Zollstätte befreite Graf Dieter III. von Katzenelnbogen[238] das Zisterzienserkloster Eberbach von allen Zollabgaben in St. Goar, die auch den Rheinzoll betraf.[239] Danach wurde die Zollstätte wieder inaktiv, da Kaiser Friedrich II. dem Grafen Diether IV. von Katzenelnbogen diesen Rheinzoll nicht bestätigte und im Rahmen des Mainzer Reichslandfriedens 1235 die Zollerhebung eingestellt wurde.[240]

Erst unter Graf Diether V. von Katzenelnbogen, der 1245 begann die Burg Rheinfels als Zollfeste zu errichten, gelang es um 1250 die Zollstätte wieder zu aktivieren. Diese Zollbefreiung für die Zollstätte Rheinfels bei St. Goar wurde dem Kloster Eberbach 1252 von Graf Dieter V. bestätigt. Obwohl der Graf seit 1255 Mitglied des Rheinischen Städtebundes war, wurde die Burg Rheinfels ab 1256 für eineinhalb Jahre von den Söldnern des Städtebundes erfolglos belagert.
Bis 1371 baute Graf Wilhelm II. aus dem gleichen Adelshaus die rechtsrheinische Burg Katz ebenfalls als Zollfeste. Hierdurch konnte die Katzenelnburger nun sowohl für die „Bergfahrt“ wie auch für die „Talfahrt“ der Schiffe auf dem Rhein Zölle erheben, und es gab damit einen „St. Goarer-Doppelzoll“. 1445 bestätigte Kaiser Friedrich III. Graf Philipp I. von Katzenelnbogen alle Lehen, darunter auch den Rheinzoll zu St. Goar.
Bereits 1479 fiel dieser Zoll an die Landgrafen von Hessen. Heinrich III. von Hessen hatte die Erbtochter „Anna von Katzenelnbogen“ geheiratet und konnte, da kein männlicher Nachfolger vorhanden war, für die Landgrafschaft Hessen diesen Zoll übernehmen. Bis zur Besetzung des linken Rheinufers durch die Franzosen Ende des 18. Jahrhunderts verblieb die Zollstätte nun bei den Hessen.

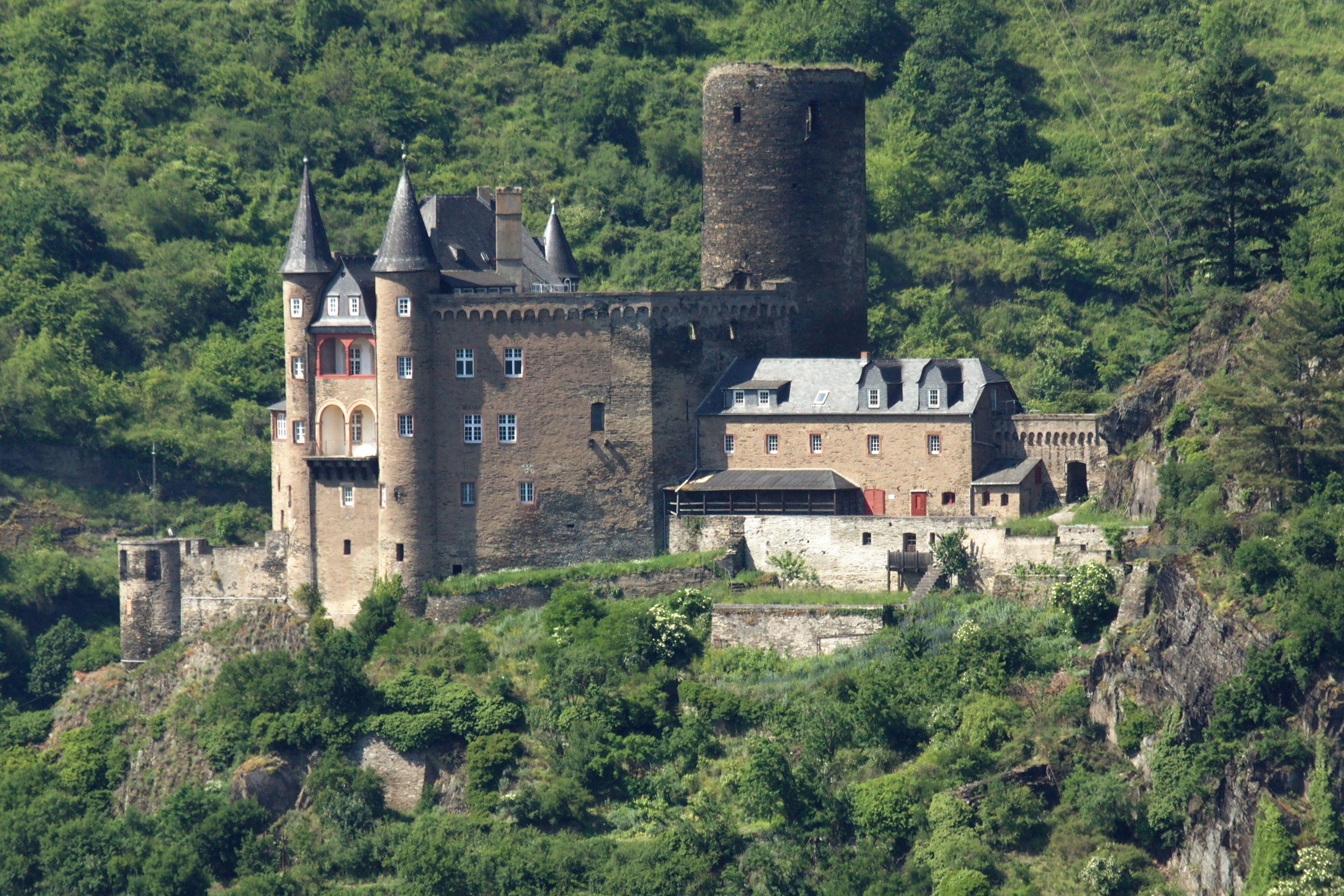
Burg Katz

- Geisenheim war zu Beginn des Hochmittelalters eine Zollstätte des Reiches. Um 1160 hatte Werner II. von Bolanden, der unter Kaiser Barbarossa Reichsministerialer war, dieses Reichslehen. Von Werner II. gelangte der Rheinzoll über Vererbung an die Rheingrafen. Diese gewährten nachweislich einigen kirchlichen Einrichtungen in der ersten Hälfte des 13. Jahrhunderts Zollprivilegien für diese Zollstätte. Die genehmigten Zollsätze waren niedrig, so dass beim „Landfrieden von 1235“ Geisenheim zu den wenigen Zollstätten gehörte, die nicht geschlossen werden mussten und dort weiter der Zoll in Höhe des „alte Schifzol“ erhoben werden durfte.[243]

Da die Grafen lehnsabhängig von Kurmainz wurden und das Adelsgeschlecht noch vor Ende des Hochmittelalters ausstarb, war die Zollstätte bis Mitte des 15. Jahrhunderts aktiv. Allerdings sind auch noch eingeschränkte Aktivitäten im 16. Jahrhundert nachweisbar. Für 1566 zeigten Aufzeichnungen, dass von fünfundsechzig Schiffern, die während der Frankfurter Herbstmesse die Zollstätte passierten, nur zweiunddreißig bereit waren einen Zoll zu zahlen.
- Trechtingshausen ist ein kleiner linksrheinischer Ort, nördlich von Bingen, in dem kurzzeitig im 13. Jahrhundert eine Zollstätte nachweisbar war. Dieser Rheinzoll gehörte dem Reichsministerialen „Philipp von Hohenfels“ und war diesem 1253 zu Lehn gegeben worden. 1260 gewährte dieser Philipp dem Koblenzer Deutschordenshaus Zollfreiheit für diese Zollstätte. Bereits 1269 wurde der Zoll aufgehoben, vermutlich als eines der Ergebnisse des Wormser Landfriedens. Nach 1269 ist ein Rheinzoll an diesem Ort nicht mehr nachweisbar.[246]

Umstritten ist, ob
- Bingen ein Zollstätte für einen Rheinzoll war. Neben diversen Urkunden aus dem 12. Jahrhundert, in denen zwar Zölle angeführt wurden, aber diese vermutlich keine Rheinzölle waren, gab es eine eindeutige Aussage aus dem 14. Jahrhundert.[247] In einer Urkunde von 1329 befreite der Erzbischof Balduin von Trier das Kloster Marienhausen von diversen Rheinzöllen an Zollstätten des Mittelrheins. Eine der aufgelisteten Zollstätten war Bingen. Andere eindeutige Nachweise sind bisher unbekannt. Einiges spricht deshalb dafür, dass zwar ein Rheinzoll in Bingen angeführt wurde, aber in Wirklichkeit ein Marktzoll gemeint war.[248]

Eine weitere Zollstätte im Hochmittelalter am Rhein lag in
- Angeren, einem Ort etwa 2,5 km flussaufwärts von Huissen. Zu diesem Flusszoll, der vermutlich ein Reichszoll war, liegen im Wesentlichen nur Zollbefreiungen vor. Die erste derartige Zollbefreiung stellte Kaiser Heinrich IV. 1074 für die Bürger von Worms aus.[249] Weitere Zollbefreiungen oder Bestätigungen ältere Befreiungen waren von König Konrad III. 1145, Kaiser Friedrich I. 1184 und Kaiser Friedrich II. 1226. Die Nachricht von 1226 ist auch die letzte von diesem Rheinzoll. Anscheinend wurde die Zollstätte danach aufgehoben, da bereits 1242 erstmals die nur wenige Kilometer flussabwärts liegende Zollstätte in „Huissen“ nachweisbar wurde. Der Rheinzoll in Huissen war aber kein Reichszoll, sondern wurde an die Grafschaft Kleve vergeben. 1242 befreite Graf Dietrich IV. die Stadt Kleve von der Zahlung dieses Rheinzolles.[250]

Die älteste Burg am Mittelrhein, die bereits 1020 von Kaiser Heinrich II. belagerte und eroberte Burg
- Hammerstein, wurde um 1035 als Reichsgut eingezogen und war ab Mitte des 11. Jahrhunderts eine Zollstätte des Reiches.[251] Kaiser Heinrich IV. erteilte den Wormsern 1074 eine Freistellung vom Rheinzoll bei Hammerstein. Diese Zollbefreiung wurde den Wormsern bis 1208 mehrfach bestätigt. Danach fehlten für etwa einhundert Jahre weitere Hinweise zu dieser Zollstätte, die vermutlich bis Ende des 13. Jahrhunderts nicht mehr aktiv war. Erst König Albrecht reaktivierte um 1305 die Zollstätte Hammerstein wieder. Allerdings versuchte der Kölner Erzbischof ab 1308 die Zollstätte wieder aufheben zu lassen. Im Januar 1309 wurde vermutlich deshalb die Zollstätte von Hammerstein in den nahen Ort Leutesdorf rheinaufwärts verlegt. Im April 1309 kaufte der Kölner Erzbischof für 6.000 Mark den Hammersteiner Rheinzoll und durfte ihn mit königlicher Erlaubnis nach Bonn verlegen. Die Zollstätte in Leutesdorf bestand zunächst aber weiter und wurde erst 1314 ebenfalls durch Bemühungen des Erzbischofs geschlossen.[252]

Um 1315 war die Zollstätte in Hammerstein nochmals für kurze Zeit aktiv. 1319 wurde dem Grafen Johann von Nassau mit Simon von Sponheim von König Friedrich auf fünf Jahre befristet nochmals ein Rheinzoll bewilligt. Danach war die Zollstätte weitgehend inaktiv bis 1616 ein Moselzoll nach Hammerstein verlegt wurde.
Eine weitere Zollstätte am Rhein für die nur wenig konkrete Fakten vorliegen und die nur kurzzeitig aktiv war, lag in
- Remagen. In teilweise als Fälschungen erkannten Schriften wurden für die Abtei Deutz Zollrechte im 12. Jahrhundert angeführt, die jedoch Marktzölle waren. Konkret scheint der Kölner Erzbischof zur Zeit des Bacharacher Landfriedens 1317 einen Rheinzoll in Remagen erhoben zu haben. 1317 wurde der Erzbischof vom Kaiser Friedrich II. angewiesen die Zollstätten in Köln und Remagen einzustellen. Der Rheinzoll wurde aber in Remagen bis 1322 erhoben, da entsprechend einem Schiedsspruch von 1321 Graf Gerhard V. von Jülich einen Anteil des Zolles in Remagen nach der Zollstätte Bonn verlegen musste.[254] 1384 verlieh König Wenzel dem Herzog Wilhelm II. von Jülich mit seiner Frau eine Leibrente von 300 Gulden aus dem Rheinzoll von Remagen. Hierfür sollte der Herzog sicherstellen, dass die Zollstätte in Betrieb gehalten werden konnte.[255] Allerdings liegen keine weiteren Nachrichten zur Zollstätte und Leibrente vor, so dass es wahrscheinlich nicht zur Realisierung dieses Zolles kam. Lediglich im März 1473 wurde der Zoll von Bonn verlegt und für einen Monat in Remagen erhoben. Im April des gleichen Jahres war bereits nachweisbar dieser Zoll nach Linz verlegt worden.[256]

### Zollstätten am Oberrhein
Am Oberrhein lagen ebenfalls diverse Zollstätten wie beispielsweise in Basel, Germersheim, Mannheim, Neuburg am Rhein, Oppenheim, Selz, Speyer, Straßburg und Worms, die jedoch für den Rheinhandel rheinabwärts ab Ende des Mittelalters weniger bedeutsam wurden. Grund hierfür war die Verlagerung des Anteiles vom Orienthandel, der über Oberitalien nach den westlichen Gebieten des Deutschen Reiches verlief. Mit Beginn der Neuzeit nach der Entdeckung von Amerika und des Seeweges nach Ostasien verlagerte sich auch der Haupthandel immer mehr auf den Schiffstransport vom Nordwesten in den Süden.
Auch zu den oberrheinischen Zollstätten und ihren Zöllen gab es Einsprüche, Auseinandersetzungen und Fehden. Beispielsweise wurde 1382 die Abschaffung der Zölle in Speyer und Worms von den Städten Mainz und Frankfurt am Main angestrebt. Man versuchte, hierfür die Unterstützung der Rheinischen Kurfürsten zu erlangen. Dieser Forderung, die Zölle in Speyer und Worms aufzuheben, schlossen sich weitere Städte unter Bildung eines „Rheinischen Städtebundes“ an. Mit einem Schiedsspruch wurde die Angelegenheit 1383 vorübergehend beigelegt.
Nachfolgend Angaben zu einigen Zollstätten am Oberrhein:
- Oppenheim, im Hochmittelalter eine Freie Reichsstadt mit einer Reichsburg, war ursprünglich eine alte Zollstätte des Reiches, die im 14. Jahrhundert kurzzeitig an das Erzbistum Mainz verpfändet worden war und von diesen vorübergehend als Zollstätte benutzt wurde. Anfang des 15. Jahrhunderts verpfändete König Ruprecht den Rheinzoll an seinen Sohn Pfalzgraf Ludwig III. für 100.000 Goldgulden. Inzwischen gehörte Oppenheim ab 1398 den Pfalzgrafen zu Rhein und die Zollstätte verblieb, da sie vom Reich nicht mehr ausgelöst wurde, nun auf Dauer bei der Kurpfalz.[259]
- Worms gehört zu den Zollstätten, zu denen bereits Nachrichten aus der Periode der Karolinger vorliegen. König Ludwig der Deutsche befreite 858 das Kloster Lorch von Zöllen auf dem Rhein und speziell von solchen im Hafen von Worms. Diese Zollbefreiung betraf jedoch vermutlich einen Schiffszoll, der bei der Ankunft eines Schiffes im Hafen von Worms zu zahlen war.[260] Ein weiterer früher urkundlicher Nachweis stammt von 947. In einer Urkunde bestätigte Otto der Große dem Wormser „Bischof Richgowo“ die Zuständigkeit für die Wormser Zölle (omne theloneum). Diese Bestätigung dürfte sowohl Markt-, Schiffs-, Hafen- wie auch Transitzölle betroffen haben.[261] Ab Beginn des Hochmittelalters sind für die Wormser Kaufleute viele Befreiungen von den Reichszöllen einschließlich der Rheinzölle dokumentiert, die von den Deutschen Königen und Kaisern erteilt und bestätigt wurden und die ab 1074 als „Wormser Privileg“ belegbar sind.[262]
- Germersheim war eine Zollstätte des Reiches, die von König Ludwig dem Bayern einschließlich der Stadt für 6000 Mark Silber an die Pfalzgrafen verpfändet wurde. Allerdings verblieb ein Teil des Zollaufkommens beim Reich, da Kaiser Karl IV. 1350 zwei weitere Turnosen an Pfalzgraf Rudolf II. vergab. 1356 wurde dem Pfalzgrafen zu seinen acht Turnosen von dieser Zollstätte eine weitere Turnose bestätigt.[263] 1367 wurde Germersheim durch Kaiser Karl IV. praktisch zu einer Zollstätte der Kurpfalz, da die Pfalzgrafen seine Wahl unterstützt hatten, und diese zusätzlich 4000 Gulden und eine Turnose erhielten. Es folgte 1389 von König Wenzel eine weitere Vergabe von zwei Turnosen an die Pfalzgräfin, womit vermutlich der letzte Anteil der Beteiligung des Reiches am Zollaufkommen dieser Zollstätte abgelöst wurde.[259]
- In Selz, französisch Seltz, einer Stadt am Oberrhein im Elsass, lag eine alte Zollstätte des Reiches, die 1315 wegen einer Forderung von 1200 Mark Silber aus dem Zoll vom Grafen von Spanheim erwähnt wird. 1361 übertrug Kaiser Karl IV. dem Burggrafen Friedrich V. von Nürnberg diese Zollstätte auf Lebenszeit, die Genehmigung wurde 1364 vom Kaiser bestätigt.[264]
- Speyer, neben Zollstätte auch Stapelplatz für die Waren, gehörte ursprünglich dem Reich. Über Beteiligungen am Zollaufkommen, die die Kaiser und Könige „verdienstvollen Vasallen“ gewährt hatten, verblieben dem Reich immer weniger Anteile vom Zollaufkommen. Dies führte 1483 dazu, dass Kaiser Friedrich III. die Zollstätte dem Bischof von Speyer schenkte.[265]
- In Philippsburg wurde im Spätherbst 1673 eine neue Zollstätte eröffnet, da Straßburg verstärkt unter französischen Einfluss gelangt war. Man versuchte den drohenden Verlust des dortigen Zolls, der 1681 durch die Besetzung der Franzosen auch erfolgte, mit dieser neuen Zollstätte auszugleichen[266]
- Mannheim war eine weitere Zollstätte des Reiches am Oberrhein. Vom dortigen Rheinzoll bewilligte 1349 Kaiser Karl IV. dem Pfalzgrafen Rudolf II. einen Anteil von zwei Turnosen und bestätigte ihm 1356 eine Gesamtsumme von sechs Turnosen. 1386 bestätigte König Wenzel dem Pfalzgrafen Ruprecht I. vier Turnosen zu Mannheim und erweiterte diese 1389 für die Pfalzgräfin um je zwei Turnosen an den Zollstätten Mannheim und Germersheim.[259]

## Ende der Rheinzölle

### Franzosenzeit
Mit der Eroberung der Gebiete am linken Mittel- und Niederrhein durch die Franzosen ab 1794 begann das Ende des Feudalsystems zuerst links des Rheines und ab 1806 mit dem weiteren Vordringen der Franzosen auch rechtsrheinisch. Dies führte auch hinsichtlich der Rheinzölle zu erheblichen Änderungen. Der Handel und die Wirtschaft wurden durch die Trennung der links- und rechtsrheinischen Gebiete stark behindert. Hinzu kam, dass der Wandel zur französischen Zollpraxis und deren Organisation sich über Jahre hinzog und die alten Umschlag- und Stapelrechte der Handelsstädte Mainz und Köln infrage gestellt wurden. Die Franzosen hatten bereits während des Rastatter Kongresses von 1797 bis 1799 angestrebt, diese alten Rechte aufzuheben.
Ende 1797 bis Anfang 1798 wurden linksrheinisch neue französische Zollsätze in Kraft gesetzt. Zu diesem Zeitpunkt wurde linksrheinisch zwischen Orsoy und Mainz an 17 Orten Zoll erhoben. In den Verhandlungen von Rastatt hatten die Franzosen die Aufhebung des Umschlagsrechts und des Zunftzwanges erreicht, jedoch konnten Mainz und Köln die Durchsetzung einer Aufhebung des Stapelrechts noch auf Jahrzehnte verzögern.
Die Einführung und Durchführung der neuen französischen Zollgesetze führte weiterhin zu erheblichen Problemen und einem deutlichen Niedergang der Transporte per Schiff. Vor allem vor 1806, als eine Anlandung der Schiffe auf dem rechten Ufer noch eine Umgehung der französischen Zollstellen ermöglichte, waren Auseinandersetzungen mit den französischen Zöllnern die Norm. Im April 1804 beschlagnahmten sie 18 Schiffe vom Oberrhein in Köln einschließlich der geladenen Waren und zwar „wegen Fehler bei der Deklaration der Waren“. Diese Aktion führte zu einem weiteren Niedergang der Rheinschiffahrt.
Um eindeutigere Zollgesetze zu erreichen, wurde am 1. November 1805 die Oktroikonvention eingeführt, die endgültig die letzten Reste der alten Rheinzollvorschriften ablöste. Durch diese Konvention waren Abgaben zu zahlen, wenn die Schiffe größer als 50 t waren und die Oktroi für die Ladung. Diese Abgabe war eine Gebühr für die Verbesserung der Flussverhältnisse auf dem Rhein und zur Deckung der Organisationkosten. Die bisherigen französischen Zollstätten waren Orsoy, Uerdingen, Zons, Bonn, Andernach, Koblenz, St. Goar, Bacharach und Bingen. Rechtsrheinisch gab es zwischen Lobith und Kaub 10 Zollstätten. Im Rahmen der neuen Oktroiregeln konnte die Anzahl der Zollstätten auf Wunsch der Franzosen sowohl links- wie rechtsrheinisch vom Nieder- bis zum Oberrhein auf je 6 vermindert werden. Links verblieben Griethausen, Uerdingen (Homberg), Köln, Andernach, Mainz und Lauterburg (Neuburg) und rechts Wesel, Düsseldorf, Linz, Thal (gegenüber Koblenz), Wellmich und Mannheim. Die Summe der Oktroieinnahmen war erheblich. Von 1805 bis 1813 betrug sie über 17 Millionen Frank.
Nachdem Napoleon die Preußen in der Doppelschlacht bei Jena und Auerstedt Mitte Oktober 1806 vernichtend besiegt hatte, waren in Westeuropa nur noch die Engländer ein ernster Gegner. Da die französische Flotte bereits weitgehend vernichtet war, versuchte Napoleon, über eine Handelsblockade England zu schwächen. Mit einem ersten Dekret von November 1806 ordnete er eine Kontinentalsperre an, womit der gesamte Handel von englischen Waren verboten wurde. Folge war zwangsläufig eine weitere Verschärfung der Handelsgesetze und Behinderung des Rheinhandels.
Der Streit um die Abschaffung des Umschlagsrechts in Köln und Mainz ging unverändert weiter. Im April 1813 erreichten die Mainzer in einem persönlichen Gespräch mit Napoleon, dass dieser mit der weiteren Gültigkeit des Stapelrechts in Mainz und Köln einverstanden war. Allerdings war diese Zusage durch den Zusammenbruch des Französischen Kaiserreiches Ende 1813 praktisch von nur geringer Bedeutung, jedoch bestand dieses Recht zunächst auch nach Ende der Franzosenzeit weiter.

### Zeit nach dem Wiener Kongress

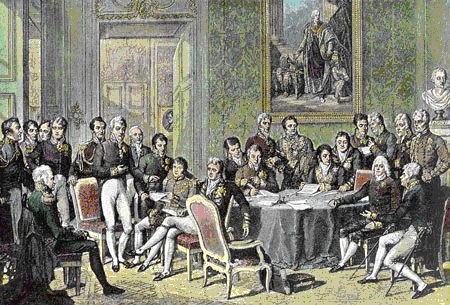
Wiener Kongress

Nach dem weitgehenden Rückzug der Franzosen aus den Gebieten am Rhein im Januar 1814 blieben die Bestimmungen des Rheinoktroi weiter gültig. Die bisherigen französischen Leiter und Beamten wurden aber sofort durch niederländische und deutschsprachige Beamte ersetzt. Danach begann eine Wiederherstellung der alten örtlichen Zuständigkeiten, die besonders zu Problemen zwischen den Niederländern und den neuen Verwaltungen am Nieder-, Mittel- und Oberrhein hinsichtlich der Zollsätze und des ungehinderten Schiffsverkehrs bis zum Meer führten. Die Summe der erhobenen Rheinzölle war unverändert hoch. Sie betrug beispielsweise für den Zeitraum von 1815 bis 1824 über 25,7 Millionen Frank.
Die Verhandlungen beim Wiener Kongress betrafen auch den Rheinhandel und führten im Mai 1815 zu einem Beschluss, das Stapelrecht in Mainz und Köln aufzuheben. Aber erneut konnten Mainz und Köln die Aufhebung des Stapelrechts verzögern. Trotz der Klärung der politischen Zuständigkeiten im gesamten Gebiet des Rheines mit Abschluss des Kongresses Ende 1815 dauerten die Probleme zwischen dem Königreich der Vereinigten Niederlande und den deutschen Staaten am Rhein (zu dieser Zeit Preußen, Hessen, Baden und Bayern) bezüglich der Bedingungen für den Frachtverkehr auf dem Rhein weiter an. Da nach dem Wiener Kongress die Rheinlande am gesamten Mittel- und Niederrhein nun zur preußischen Rheinprovinz gehörten, war Preußen besonders an der Verbesserung der Bedingungen für den Rheinhandel und einem kostenfreien Anschluss an den Seehandel interessiert.
Nach der Belgischen Revolution 1830, als sich der katholische Süden der Niederlande als neuer Staat Belgien abtrennte, begann ein Umdenken in den Niederlanden hinsichtlich der Vor- und Nachteile einer weitgehenden freien Schifffahrt auf dem gesamten Rhein. Bis 1831 gelang mit der Rheinschifffahrtsakte von Mainz, die den Handel behindernden Einschränkungen für den deutschen Bereich des Rheines aufzuheben. Die vielen alten „Rheinzölle“ wurden durch wenige vereinfachte Landeszölle ersetzt und alle Abgaben für die Schifffahrt einschließlich der Stapelrechte von Köln und Mainz fielen ersatzlos weg. Die noch weiter bestehenden Probleme mit den Niederlanden, die den freien Zugang zur Nordsee betrafen, wurden mit der am 17. Oktober 1868 vereinbarten Mannheimer Akte gelöst, da nun auch für den Rhein und dessen Mündungsgewässer in den Niederlanden sinngemäß die im deutschen Bereich des Rheines schon geltenden Vorschriften von 1831 übernommen wurden.